# Válka krále Filipa
Válka krále Filipa (anglicky King Philip's War) je název pro konflikt, k němuž došlo v Nové Anglii v letech 1675-1678. Někdy se jí také říká Metacomovo povstání. Na straně jedné bojovala většina novoanglických indiánských kmenů a menších komunit, jejich protivníci byli angličtí osadníci a jejich několik spojeneckých indiánských etnik. Válka skončila rozhodným vítězstvím kolonistů, nicméně tento úspěch byl vykoupen velmi těžkými ztrátami na životech i na majetku. Z hlediska poměru počtu obětí vůči množství obyvatel je válka považovaná za jednu z nejkrvavějších v americké historii.

## Angličané a Indiáni v počátcích kolonizace
Indiáni z oblasti Nové Anglie (název Nová Anglie poprvé použil cestovatel a dobrodruh John Smith, když ve druhém desetiletí 17. století mapoval zdejší pobřeží) měli zkušenosti s evropskými mořeplavci již od první poloviny 16. století, ale skutečným přelomem ve vývoji vzájemných vztahů se stalo až založení kolonie (Nový) Plymouth anglickými „otci poutníky“ na přelomu let 1620/21. Obyvatelé této první stálé osady v Nové Anglii se od počátku snažili o mírové vztahy s místními domorodci. Měli do určité míry usnadněnou úlohu, neboť krátce před jejich příjezdem zasáhla zdejší pobřeží vlna masivních epidemií. Mnohé indiánské vesnice byly zcela vyhubeny, velké množství kmenů přišlo o významné procento své populace. Bezprostřední okolí Plymouthu díky tomu nepatřilo žádnému etniku. Angličané tudíž nemuseli zpočátku řešit problematiku územních nároků. Kmenem, který mocensky dominoval východně od zálivu Narragansett byli Wampanoagové často také nazývaní Pokanoketi. Vztah s Wampanoagy tvořil osu celé „indiánské politiky“ Plymouthu. Jeho představitelům se podařilo zcela si naklonit na svou stranu nejvyššího náčelníka (sachema) kmene Massasoita, a tak nastartovat mírové a relativně bezkonfliktní soužití, jež vydrželo více než 50 let. Vztahy vůči ostatním indiánským etnikům v oblasti nebyly tak bezproblémové, přesto se plymouthským podařilo udržet mír až do 70. let.

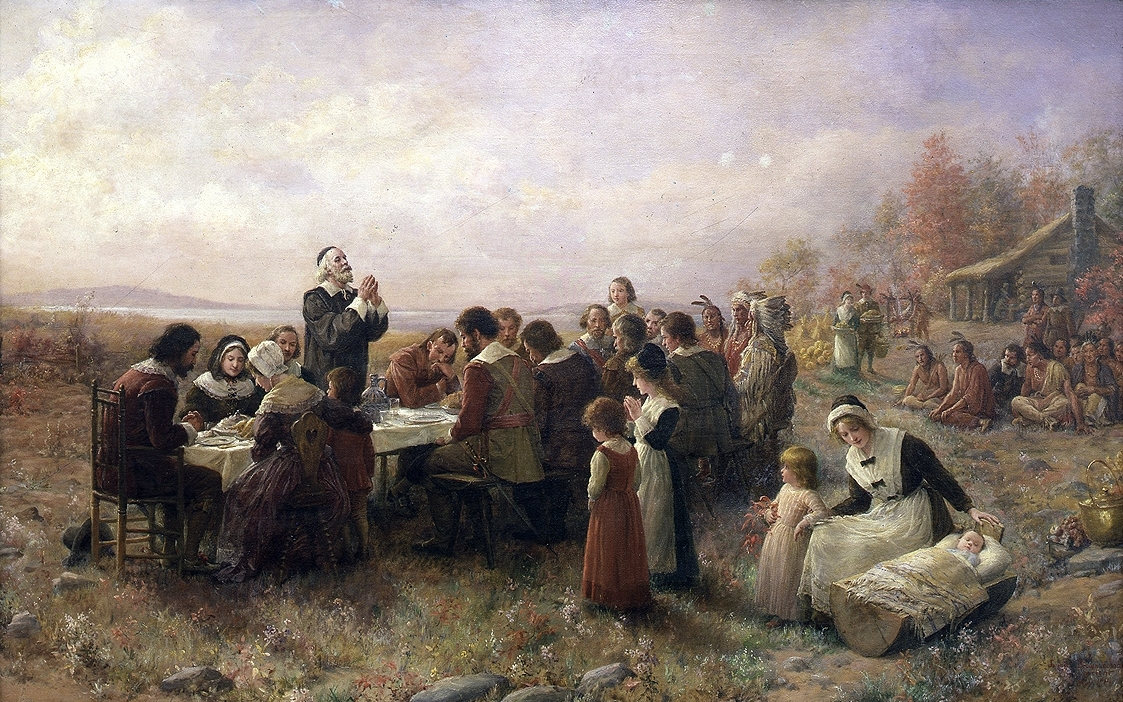
První díkůvzdání na obraze J. Brownscombea. Odehrálo se na podzim 1621 a zúčastnil se ho i Massasoit.

V roce 1630 začala takzvaná „velká migrace“ anglických přistěhovalců, což byl další mezník ve vývoji Nové Anglie. Důsledkem byl značný populační a územní rozvoj. Postupně došlo k založení čtyř dalších kolonií – Massachusetts, Connecticut, Rhode Island a New Haven, jejichž význam záhy zastínil skromné osídlení Plymouthu. Rozhodující vliv na řízení těchto kolonií (s výjimkou Rhode Islandu) měli kalvinističtí puritáni, proto se v této souvislosti hovoří o Nové Anglii jako o puritánské kolonii.
Mnozí vůdčí puritánští představitelé přijížděli do Nového světa s ideou, že v područí satana se nacházející domorodci uvítají jejich příchod jako počátek cesty ke spáse. Na základě tohoto idealismu hodlali vytvářet svou „indiánskou politiku“. Skutečnost však byla naprosto odlišná. Nejen domorodci, ale ani většina „obyčejných“ obyvatel kolonie tuto představu nesdílela, a tak velmi záhy převládl ve vztazích k domorodcům pragmatický přístup. Indiáni Nové Anglie nepředstavovali homogenní útvar vedoucí jednotnou politiku, nýbrž uskupení nesourodých, často znepřátelených kmenů a menších komunit mnohdy se zcela odlišnými zájmy. Většina z nich nepohlížela na Angličany jako na spasitele, ale jako na nové politické činitele a atraktivní obchodní partnery. Zásadním problémem z hlediska puritánů se ukázaly mocné a epidemiemi relativně méně zasažené kmeny z jižního pobřeží Nové Anglie – Pequoti a Narragansetti. Vztahy s těmito etniky (Pequoty postupně nahradili Mohegáni) tvořily hlavní agendu „velké indiánské politiky“ až do 50. let 17. století. Slabší decentralizované útvary domorodců, mnohdy silně zdecimované epidemiemi (Massachusetti, Pawtuketi, Nipmukové, Pocumtukové, tzv. Říční Indiáni z oblasti Connecticutu ad.), představovaly pro anglické osadníky činitele pouze lokálního významu. Část z nich se také poměrně záhy podřídila jurisdikcím příslušných kolonií, čímž dala najevo nadřazenost kolonistů v politických záležitostech.

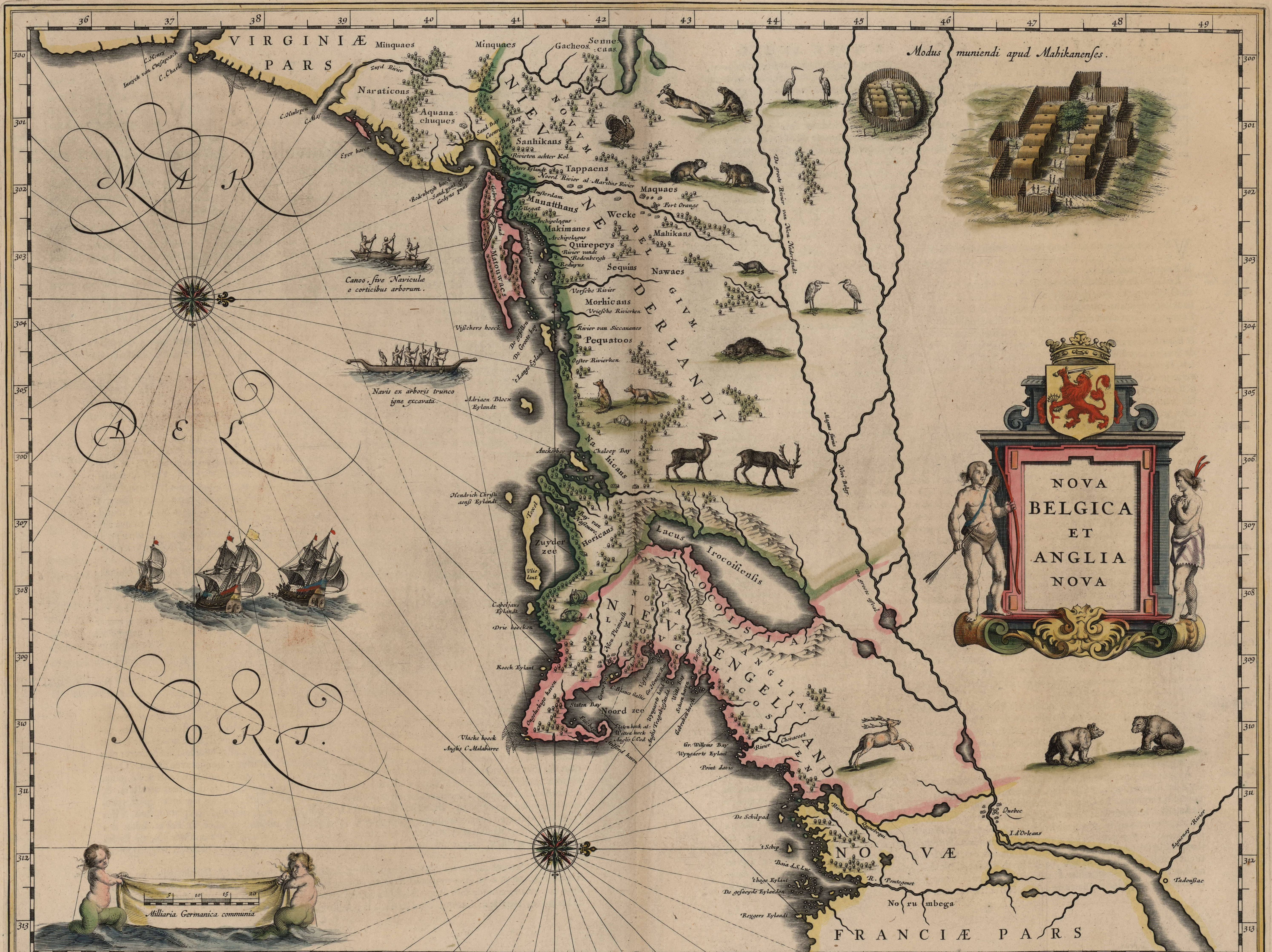
Nová Anglie na nizozemské mapě. Sever je napravo.

## Pequotská válka
V letech 1636-1638 došlo k tzv. pequotské válce, jež představovala první závažnou krizi v mezietnických vztazích. Angličané, Mohegáni (nejedná se o Mohykány), Narragansetti a v závěrečné fázi i další kmeny v ní zdecimovali izolovaný kmen Pequotů. Většina přeživších členů tohoto kdysi mocného etnika byla prodána do otroctví nebo přešla ke svým příbuzným Mohegánům, jež vedl náčelník Uncas. Angličané v tomto konfliktu názorně ukázali, co znamená evropské válečnictví v praxi. Bezpochyby se jim podařilo zastrašit mnohé kmeny, rozhodně však ne do té míry, aby se začaly chovat zcela podle jejich představ.

## Mohegáni, Narragansetti a kolonisté
Z dlouhodobého hlediska se pro kolonisty ukázali nejproblematičtější Narragansetti. Až do konce 30. let udržovali přátelské vztahy s nejmocnější kolonií Massachusetts, pak však přestali splňovat představy puritánů o oddaném spojenci. Narragansetti se chovali velmi vstřícně k „heretikům“, kteří opouštěli netolerantní puritánské kolonie a usazovali se při pobřeží zálivu Narragansett (základ kolonie Rhode Island). Navíc sachemové Narragansettů začali nelibě pohlížet na mocenský vzestup Uncase a jeho Mohegánů. Vztahy obou kmenů se brzy ocitly na bodu mrazu. Jelikož se Uncas ukázal daleko pružnějším „politikem“ než náčelníci Narragansettů, podpora vůdčích představitelů z obou nejdůležitějších kolonií – Massachusetts a Connecticutu – se přiklonila na jeho stranu. Narragansetti se s tím nehodlali smířit a po trvalých sporech Mohegány v roce 1643 napadli. Neuspěli a ještě přišli o poslední zbytky přízně Angličanů. Mohegánům se navíc podařilo zajmout Miantonoma – jednoho ze dvou nejvyšších narragansettských sachemů. Na výslovný pokyn Angličanů ho pak zabili. Tento čin nadlouho ovlivnil atmosféru v jižní Nové Anglii. 
Napětí mezi Mohegány a Narragansetty získalo trvalý ráz, několikrát přerostlo v ozbrojený konflikt a s jistými přestávkami pokračovalo až do 70. let 17. století. Kolonisté nicméně ukázali na čí straně stojí a od této chvíle vyvíjeli na Narragansetty soustavný nátlak, aby zabránili dalším vojenským akcím. Puritáni nelibě nesli jakékoli konflikty mezi indiánskými kmeny, neboť rušily poklidný vývoj kolonií. Při prosazování svých představ o podobě mezietnických vztahů neváhali intervenovat do vnitřních záležitostí jednotlivých kmenů. To samozřejmě narušovalo autoritu náčelníků a paradoxně tak napětí spíše zvyšovalo. Od začátku kolonizace se šířily prakticky rok co rok zvěsti o údajných indiánských spiknutích namířených proti Angličanům. Puritáni byli vůči těmto fámám velmi citliví a nikdy nepodceňovali třeba i jen náznak nebezpečí. Bylo běžným zvykem, že si předvolávali náčelníky příslušných etnik, kteří museli tato podezření vyvracet.
Aby lépe koordinovaly své akce a mohly se efektivněji bránit proti případným útočníkům vytvořily čtyři kolonie (Massachusetts, Connecticut, Plymouth a New Haven) v roce 1643 konfederaci nazvanou Spojené kolonie Nové Anglie. Cílem organizace bylo mj. utvářet jednotnou „indiánskou politiku“, což se však nepodařilo zcela naplnit. Koncem 50. let nicméně došlo k určitému zklidnění v oblasti „velké indiánské politiky“. Ale na obzoru se již objevovaly náznaky, jež předznamenaly blížící se ničivý konflikt. Rozhodujícím se ukázal vývoj anglo-indiánských vztahů v nejstarší novoanglické kolonii – v Plymouthu.

## Plymouth a Wampanoagové – politické příčiny konfliktu

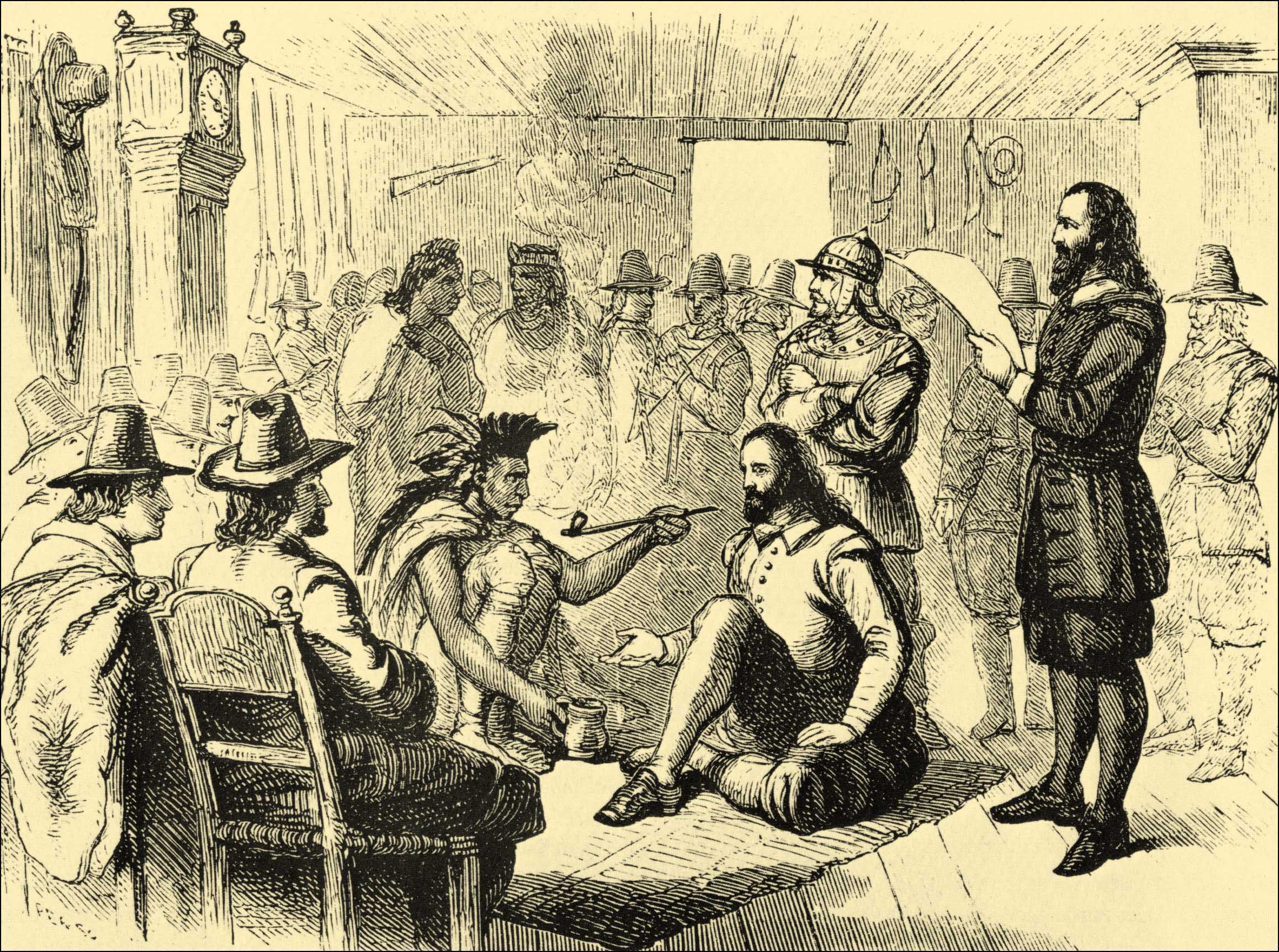
Mírové setkání Wampanoagů a Angličanů

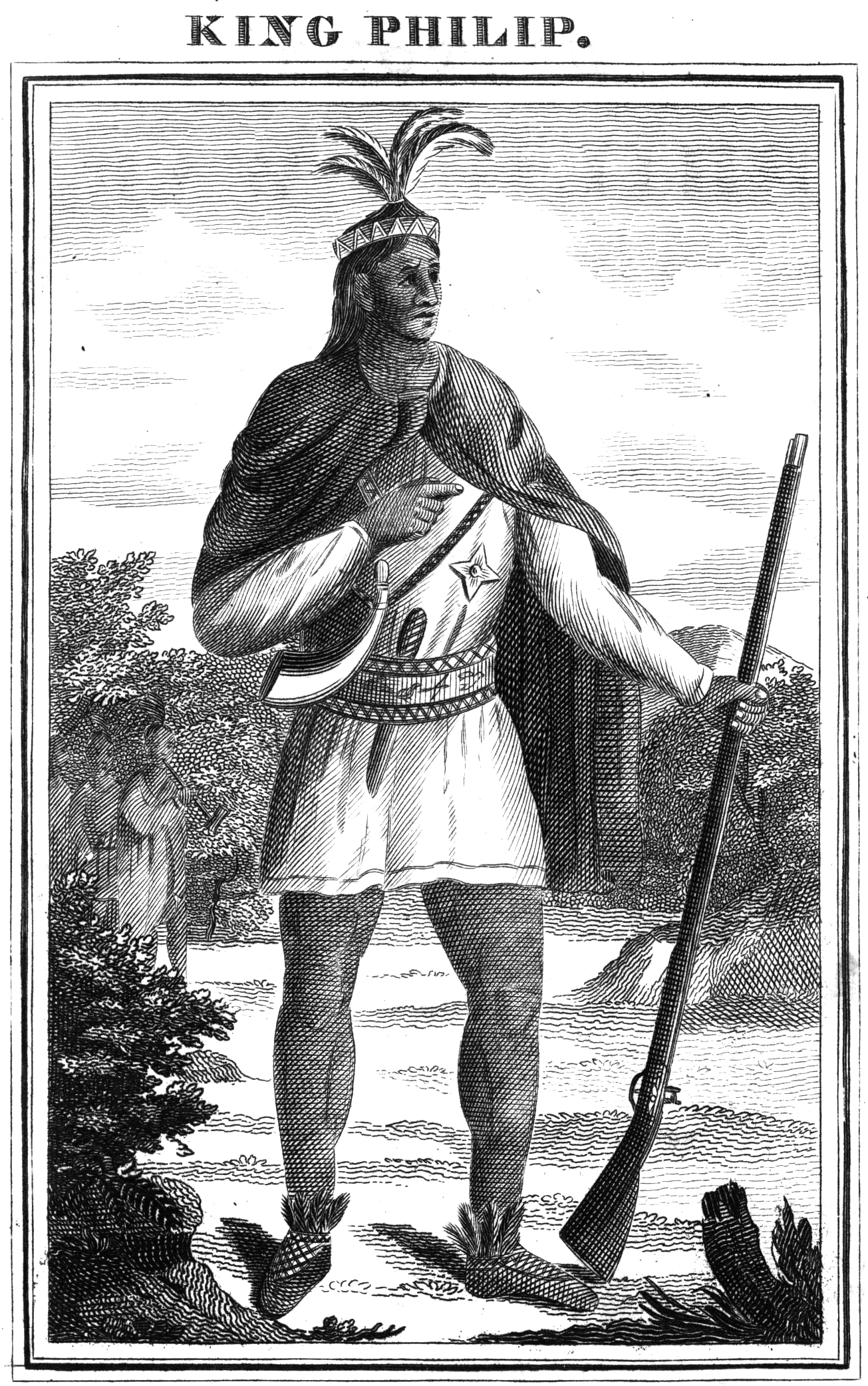
Představa Filipa od S.G. Drakea z roku 1827. Jde v podstatě o modifikovaný portrét Paula Revereho z roku 1772. Filipova skutečná podoba známa není.

Někdy mezi léty 1660-1662 zemřel náčelník Wampanoagů Massasoit a na místo velkého sachema nastoupil jeho syn Wamsutta (Mooanam).On a jeho mladší bratr Metacom (Pometacom, Metacomet) navštívili krátce po smrti svého otce Plymouth. Na znamení přátelství požádali o „přidělení“ anglických jmen. Puritáni jim vyhověli a od té doby nazývali Wamsuttu „králem Alexandrem“ a Metacoma „králem Filipem“ podle legendárních makedonských vládců. Záhy se však začaly v kolonii šířit zvěsti o Alexandrových aktivitách namířených proti Angličanům. Mělo se zato, že vyjednává s Narragansetty a připravuje s nimi spiknutí. Je pravděpodobné, že v těchto obviněních měl prsty Uncas, který se v této době snažil podmanit si část Nipmuků. Nipmukové byli pravděpodobně tributáři Narragansettů i Wampanoagů a aktivity Mohegánů se proto ani jednomu kmeni nemohly zamlouvat. Ať šlo o obvinění pravdivé nebo nikoli, plymouthským se v tomto okamžiku hodilo.
Plymouth zůstal v 60. letech poslední novoanglickou kolonií, která nevlastnila královský patent. Jeho územní rozsah přímo závisel na rozloze území klientského kmene, tedy Wampanoagů, neboť jedině koupí půdy od něj mohla kolonie expandovat. Důležité bylo, aby Wampanoagové prodávali zemi pouze plymouthským, což až na určité výjimky za Massasoita činili. Problém spočíval v tom, že poté, co se stal velkým sachemem Alexandr, začal prodávat půdu i zájemcům z Rhode Islandu a v menším množství i massachusettským. Plymouth v tom viděl ohrožení podstaty své existence.
Puritáni se rozhodli Alexandrovi domluvit a vyzvali ho, aby se dostavil do Plymouthu. Náčelník odmítl. Kolonisté proto vyslali skupinu vedenou vojenským velitelem a budoucím guvernérem Josiahem Winslowem s cílem přivést Wampanoaga třeba i násilím. Útvar ho zastihl v loveckém domě poblíže města Taunton. Winslow postupoval zcela nekompromisně a pod pohrůžkou zastřelení přinutil Alexandra, aby šel s ním. To, co následovalo, není dodnes zcela objasněno. Indián cestou akutně onemocněl a jeho stav se brzy zhoršil natolik, že mu Angličané dovolili odejít domů. Krátce nato zemřel. Někteří Indiáni, mj. i Filip, později obvinili Angličany, že Wamsuttu otrávili. Toto nařčení je nepravděpodobné, mnoho domorodců mu ale věřilo. Zajetí a podivná smrt jejich náčelníka jistě vyvolaly mezi Indiány rozhořčení.

V létě 1662 se velkým sachemem Wamapanoagů stal Metacom – král Filip. Plymouthské úřady ho okamžitě vyzvaly k návštěvě kolonie. Setkání proběhlo v klidu, neboť náčelník ujistil správní radu kolonie o své ochotě prodávat půdu pouze jim a nějaký čas dohodu dodržoval. V 60. letech Plymouth významně územně expandoval a prodej indiánské půdy puritánům vyhovoval. Je možné, že na velmi benevolentním počínání Filipa při prodeji kmenového území měl vliv i jeho nový rádce, křesťanský Indián z kmene Massachusettů John Sassamon, kterého k Wampanoagům vyslal massachusettský misionář John Eliot. Také z obchodního hlediska procházel vztah Angličanů a domorodců touto dobou zásadní změnou. Kožešinový obchod se propadal do hlubokého útlumu, cena wampumů (tradiční domorodá obdoba platidla vyráběná z mušliček měkkýšů, kterou v různé míře používali v 17. století rovněž kolonisté) dosahovala jen zlomku hodnoty z 30. a 40. let a kolonisté je téměř přestali používat. 

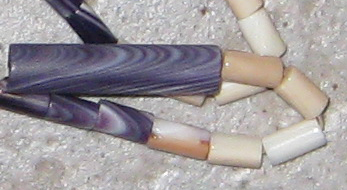
Wampum

 Velká část Indiánů již byla závislá na evropském zboží. Jediné, co za něj nyní mohli nabídnout, byla práce a půda. „Řadoví“ Indiáni se od 60. let často nechávali najímat jako námezdní síly pro koloniální statkáře a řemeslníky. Sachemové většinou využívali druhou alternativu a prodávali kolonistům území za nástroje a oblečení. Stejnou taktiku zvolil i Filip.
Od nástupu Filipa se vztah mezi Wampanoagy a Plymouthem vyvíjel několik let dobře. Ještě v roce 1666 věnoval guvernér Thomas Prence Filipovi koně, na znamení spokojenosti s jeho politikou. K prvnímu „incidentu“ došlo v roce 1667, v příštích letech neshod přibývalo. Územní politika kolonistů z Plymouthu začala představovat pro Indiány hrozbu. V roce 1667 založili osadníci město Swansea, jež se nacházelo hluboko na území Wampanoagů, velmi blízko jejich hlavního sídla na poloostrově Mount Hope. Brzy nato začali obyvatelé města skupovat velké části země od místních Indiánů. Skutečně důležitým problémem se stal dobytek koloniálních statkářů, který od této chvíle plenil úrodu na domorodých polích v samotném srdci země Wampanoagů.
Založení Swansea Indiáni vnímali již jako velmi akutní ohrožení svého způsobu života. Je možné, že to byl impuls, který způsobil, že začali uvažovat o vyřešení problému silou. Začátkem roku 1671 se u Filipa údajně sešlo mnoho válečníků ze sousedních kmenů. Wampanoagové se rozhodli učinit radikální krok. Několik stovek jejich bojovníků, posílených okolními Indiány většinou vyzbrojených puškami, předvedlo svou sílu, když defilovalo na dohled obyvatel Swansea. Tento akt představoval pro kolonisty naprostý šok a rozhodli se dát jasně najevo svůj nesouhlas. V dubnu předvolali plymouthští představitelé Filipa do Tauntonu a důkladně mu „domluvili“. Ačkoli s ním přišlo velké množství válečníků, náčelník zpanikařil a podepsal jménem svého kmene značně ponižující dokument. V něm mj. stálo: „svou nerozvážností a darebáctvím … jsem porušil dohodu se svými přáteli (Angličany) tím, že jsem pozvedl zbraně proti nim se zlým úmyslem a to bezdůvodně … jako záruku svých čistých úmyslů do budoucna … jsem se svobodně rozhodl odevzdat vládě Nového Plymouthu všechny své anglické zbraně … na tak dlouho, jak bude uznáno za vhodné.“ 
V září 1671 pozvali Filipa komisaři Spojených kolonií do Bostonu. Filip doufal v revizi dohody z Tauntonu, místo toho byl ale donucen podřídit se formálně Plymouthu, a dokonce musel souhlasit s pokutou za předchozí činy. Oba zmíněné akty představovaly ponížení, které mohl indiánský náčelník těžko snést. Svým postupem si Filip vysloužil opovržení členů svého etnika. Mnozí bojovníci ho označili za ženu a odmítli vydat Angličanům zbraně. Filip jen s velkou námahou uhájil náčelnickou pozici. Kromě toho napadli kolonisté v roce 1671 i mocenskou doménu Wampanoagů, když si na základě několika smluv podmanili domorodé komunity, které byly dosud podřízeny Filipovi. Rok 1671 znamenal pro Pokanokety velké ponížení. Je pravděpodobné, že mnozí příslušníci kmene od této chvíle neviděli jinou alternativu než válku, v níž chtěli získat zpět svou zemi a satisfakci za příkoří, jež jim Angličané svým bezohledným postupem způsobili.
Pro následující čtyři roky se zachovalo jen málo zpráv o aktivitách Indiánů a o jejich případných vojenských přípravách. V koloniích panoval relativní klid. Došlo sice k několika incidentům, k nimž ale docházelo téměř každoročně. Filip splatil požadovanou pokutu (100 liber) ve stanoveném termínu tří let. Peníze si opatřil prodejem dalšího území kolonistům, což se nelíbilo jeho soukmenovcům, takže znovu napadli jeho autoritu.

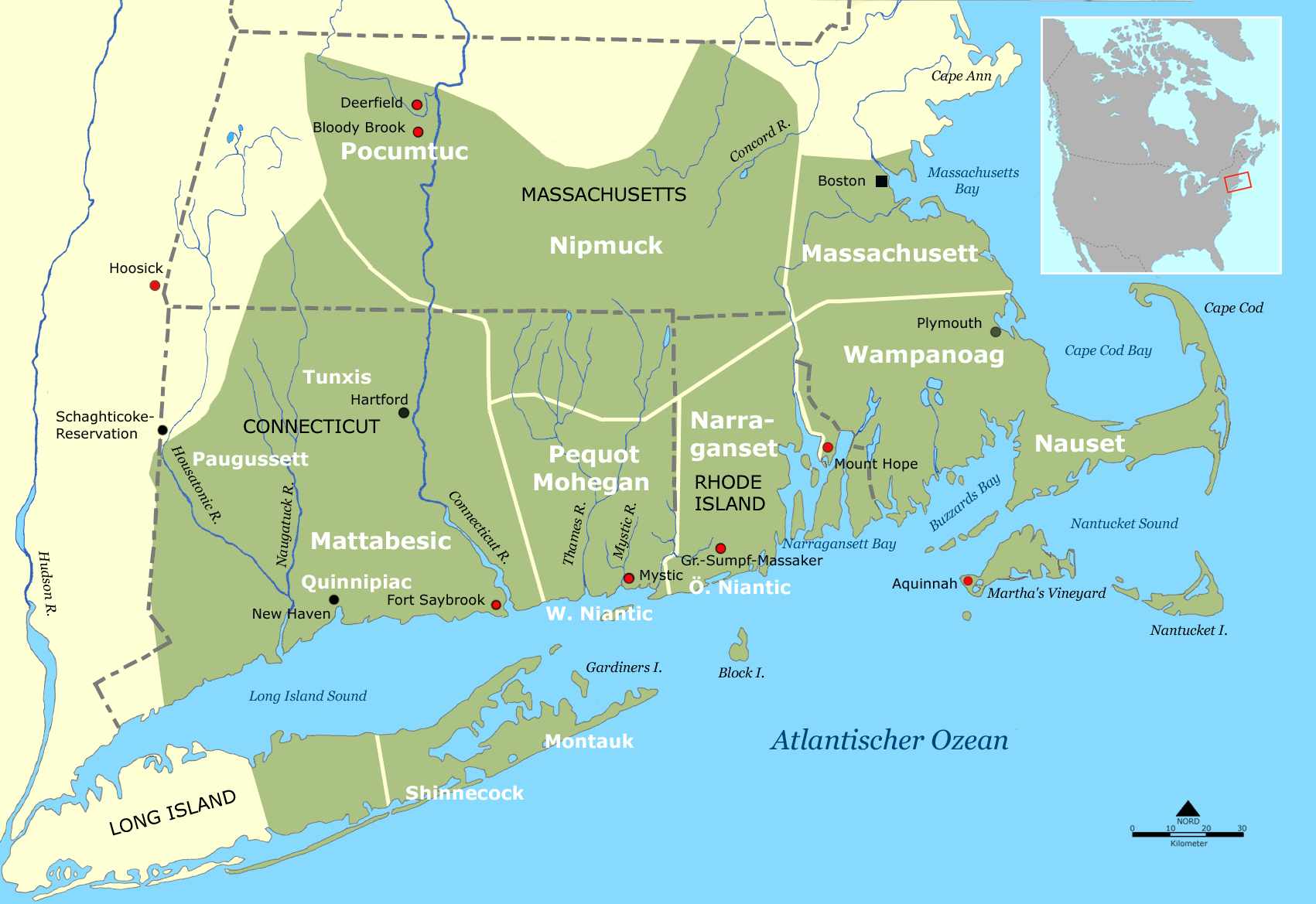
Hlavní novoanglické kmeny a jejich teritoria na počátku 17. století

## Smrt Johna Sassamona a konec míru
V lednu 1675 informoval bývalý Filipův „učitel“ John Sassamon plymouthského guvernéra Josiaha Winslowa o chystaném indiánském spiknutí vedeném Filipem. Sassamon žil v té době již určitou dobu sám, ale o dění ve Filipově táboře měl dobrý přehled. Indiáni se pravděpodobně o Sassamonově činu dověděli a zabili ho. Angličané považovali zpočátku jeho smrt za nehodu, po několika týdnech se ale vynořily zvěsti o tom, že se jednalo o vraždu. Puritáni začali záležitost vyšetřovat. Od března 1675 zasedal soud, jenž případ projednával. Vyslýchal také Filipa, ten ale svoji účast na vraždě rezolutně popřel. Celá záležitost by zřejmě vyzněla do ztracena, kdyby se „neobjevil“ svědek, křesťanský Indián, který tvrdil, že zná viníky. Kolonisté vzali jeho nařčení vážně a zatkli jím označené domorodce, jimiž byli Filipovi lidé. Pro tento případ speciálně zřízená smíšená porota vynesla v červnu rozsudek. Uznala všechny obviněné vinnými a odsoudila je k trestu smrti. 8. června 1675 byli popraveni. Poprava neproběhla hladce. Dva odsouzení byli oběšeni, ale pod třetím praskl provaz. Šťastlivec zřejmě doufal, že si zachrání život přiznáním pasivní účasti na vraždě jako pozorovatel, ale nepomohlo mu to. Do měsíce ho puritáni rovněž popravili.
Jaké byly motivy Sassamonova zabití a kdo byli jeho vrazi? Na obě otázky se již asi nepodaří dát odpověď. Tvrzení, že šlo o pomstu Filipových lidí za prozrazení spiknutí Angličanům, je nejpravděpodobnější, nikoli však jediné možné. Slabinou procesu bylo, že se puritáni spolehli na svědectví jediného Indiána, jehož pověst nebyla nejlepší. Smrt tří lidí za jednoho byla navíc pro Indiány nepřijatelná. Proč Plymouth vyřešil celý případ tímto způsobem? Kdyby chtěl vyprovokovat Wampanoagy k válce, existoval i jednodušší způsob. Možná šlo o gesto, kterým chtěly koloniální úřady Filipa zastrašit, možná o provokaci. Vyloučit nelze ani upřímnou snahu učinit zadost spravedlnosti.
Krátce po popravě přicházely z mnoha směrů zvěsti o velkém pobouření, které panovalo mezi Indiány, a o jejich odhodlání zahájit válku. Angličané si uvědomovali vážnost situace, ale na druhou stranu věděli, že se podobné zvěsti v koloniích šířily prakticky každý rok. Část puritánů se války s domorodci nebála a nejevila zájem krizi urovnat.
Existovaly však vlivné skupiny, jež se snažily vypuknutí konfliktu zabránit. K nim náleželi zástupci Rhode Islandu. Ti vyslali delegaci pod vedením viceguvernéra kvakera Johna Eastona, která kontaktovala Filipa a požádala ho o jednání. Filip souhlasil a ve druhé dekádě června 1675 se obě strany setkaly. Easton později věnoval těmto rozhovorům značnou část svého pojednání o probíhající válce. Jeho zpráva má pro současné historiky velkou důležitost, neboť byl jeden z mála autorů, jenž se snažil vzít v potaz i indiánské hledisko konfliktu. Rozbor jeho záznamů je i rozborem příčin konfliktu, jak je viděli Wampanoagové. Eastonova delegace musela od začátku jednání čelit „smršti“ stížností Indiánů na chování kolonistů. Ty je možno shrnout do sedmi bodů, které v zásadě vystihovaly problémy, jež vznikaly při soužití obou společností v obecné rovině i pouze ve vztahu Wampanoagů k plymouthským kolonistům:
1. Indiáni si stěžovali, že museli odevzdat zbraně Angličanům; ti jim je odmítli vrátit, dokud nezaplatí pokutu 100 liber;
2. Indiáni se obávali, aby nebyli nuceni stát se křesťany;
3. Angličané se velmi zle zachovali k Wamsuttovi a nakonec ho otrávili;
4. Wampanoagové napadli nestrannost puritánského soudnictví: „svědčilo-li dvacet počestných Indiánů o tom, že jim ublížil Angličan, nic to neznamenalo; pokud však jeden z nejhorších Indiánů svědčil proti jinému Indiánovi nebo jejich králi (náčelníkovi) a Angličanům se to hodilo, stačilo to“;
5. Kolonisté často skupovali půdu nepoctivým způsobem – mnoho sachemů opili a pak je okradli. Osadníci umně využívali slabin jejich politické organizace a vždy si našli (nebo „vytvořili“) nějakého sachema, jež jim zemi prodal;
6. Indiáni nedokázali uchránit úrodu před anglickým dobytkem, kterého stále přibývalo, soustavně se toulal krajinou a ničil jejich pole;
7. Angličané dychtivě prodávali Indiánům alkohol; většina se jich pak v opilosti chovala velmi agresivně, napadala své druhy i dobytek a náčelníci tomu nebyli schopni zabránit.

Easton a jeho doprovod původně neměli v úmyslu Indiány vyslechnout a snažili se je přesvědčit, aby podstoupili arbitráž za dohledu nezávislých osobností (mezi navrhovanými byl guvernér New Yorku Edmund Andros), kde se měly problémy vyřešit. Je možné, že Filip a někteří další domorodci s tímto řešením souhlasili. Události příštích dnů však nic takového nepřipustily. Koncem června 1675 byla ve Swansea prolita první krev války.

## Příčiny konfliktu

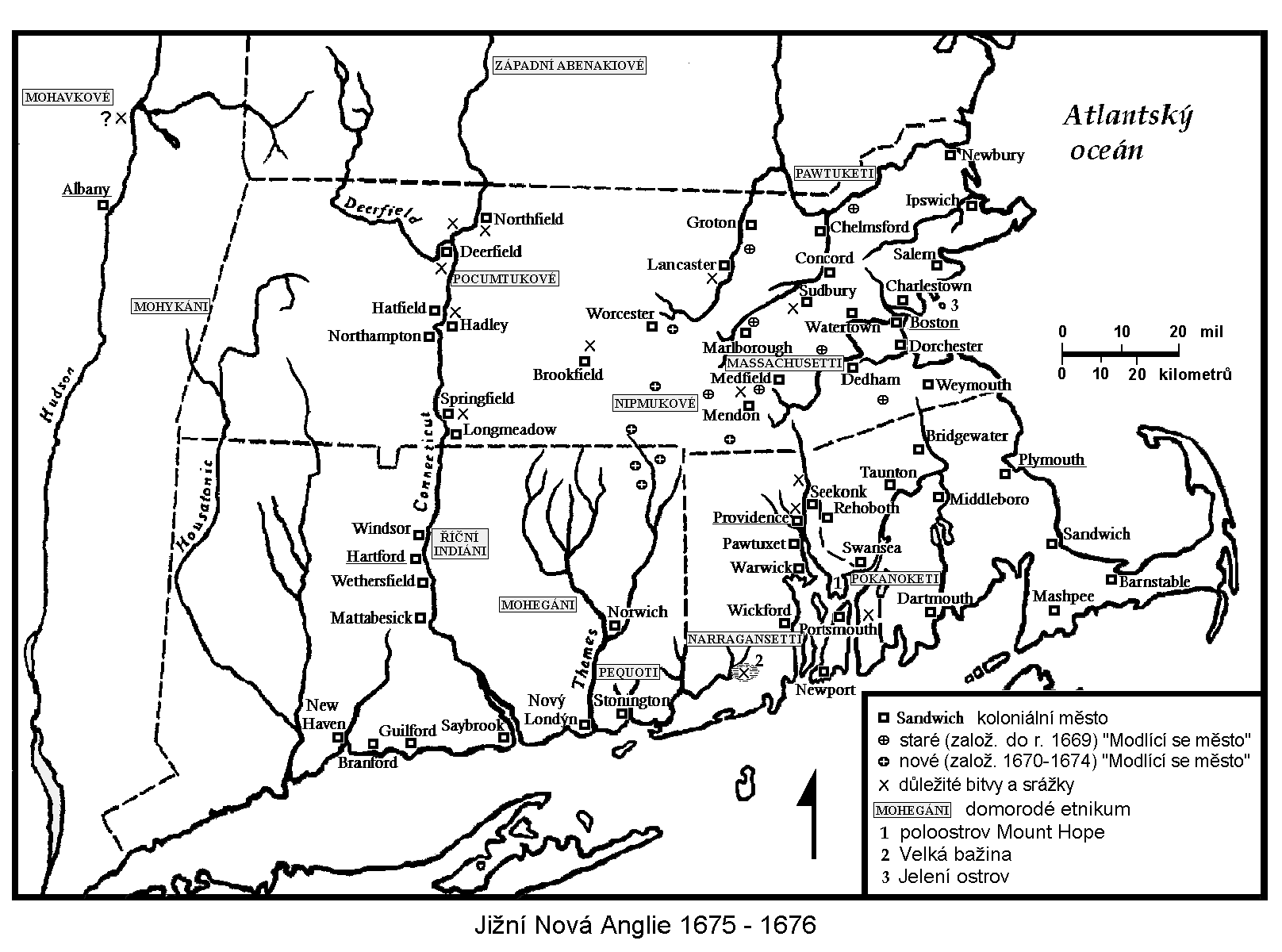
Scenérie války krále Filipa. Na mapě jsou vyznačena hlavní koloniální sídla a místa důležitých bitev. Rovněž jsou zde zobrazena tzv. modlící se města, osady indiánských konvertitů.

Výše uvedené stížnosti představují nejlepší základ pro rozbor příčin konfliktu. Kromě již zmíněných záležitostí, které vycházely z politického vztahu Wampanoagů s Plymouthem (Wamsuttova smrt, ponížení v roce 1671, poprava „vrahů“ Johna Sassamona) je možno považovat za příčiny války následující problémy:

### Právní nerovnost Indiánů a Angličanů
Mezi mnohými historiky panuje mínění, že se puritáni snažili, aby jejich zákonodárství bylo nestranné, ale tohoto stavu se jim nepodařilo dosáhnout. I když se stávalo, že soud odsoudil Angličana k trestu smrti za násilí spáchané na Indiánovi, kolonisté i domorodci věděli, že zdaleka ne každý „běloch“ mohl být za své skutky vůči „rudochovi“ popraven. Naopak, puritáni si osobovali právo zbavit života každého Indiána, který ohrožoval bezpečí kolonistů. Smíšené poroty, vyzvedávané obhájci puritánského soudnictví, se začaly objevovat až v 70. letech. Přes výše uvedené je ale nutno uznat na svou dobu relativní nestrannost novoanglické justice v rasových případech. Právo, i sebelépe vytvořené, však naplňovali konkrétní lidé, kteří se mnohokrát nedokázali zbavit předsudků vůči domorodcům. Proto existovaly případy, které zavdávaly Indiánům důvody k nespokojenosti.

### Rychlá územní expanze kolonií
Puritáni nedlouho po svém příjezdu do Nové Anglie opustili teorii „prázdné země“ a jednali s domorodci jako s vlastníky země. Přesto dodnes panují spory, zda získávali půdu od Indiánů právoplatně. Je nesporné, že takřka všechny územní zisky (s výjimkou dobytých území) kolonisté oficiálně koupili a většinou nechali potvrdit smlouvou o prodeji. „Divoký“ nákup území byl po několika letech zakázán; na veškeré transakce měly dohlížet příslušné koloniální úřady. Indiáni si velmi často podrželi na prodané půdě právo lovu, rybolovu a sběru divokých plodů. Časem se však vynořily problémy. Někdy se stalo, že koupě proběhla bez souhlasu místního sachema, jindy bez souhlasu velkého sachema. Stávalo se, že území prodal Angličanům náčelník, který na něj neměl právo. V rané fázi kolonizace byl půdy relativně dostatek a Indiáni neviděli důvod, proč nevyměnit téměř nevyužívané území za ceněné evropské zboží. Později si ale začali uvědomovat, že rychle přicházejí o svou rodnou zemi. Anglický „hlad“ po půdě průběžně vzrůstal s tím, jak přibývalo jejich populace. Kolonisté využívali závislosti Indiánů na evropských výrobcích a vždy si našli náčelníka, který s prodejem souhlasil, někdy přes odpor svých lidí. Angličané získali smlouvu o prodeji, což pro ně bylo směrodatné. Při takovém postupu byla nějaká forma konfliktu neodvratná. Jak velkou roli hrál při prodeji půdy alkohol, se již zřejmě nepodaří zjistit. Z celé historie střetávání bělochů a Indiánů je známo mnoho případů, kdy kupující prodejce opili a ten pak podepsal cokoli. Wamapnoagové si na tyto „obchodní“ praktiky stěžovali, takže je velmi pravděpodobné, že k nim docházelo i v Nové Anglii.

### Škody způsobované anglickým dobytkem na úrodě

Rozrůstání kolonie Plymouth v letech 1620–1691

Tento problém souvisí do značné míry s předcházejícím. Domorodci nechovali, s výjimkou psů, před příchodem Evropanů žádná domácí zvířata. Neměli tedy potřebu chránit si úrodu na polích. Dobytek naopak tvořil jednu ze základních položek obživy anglických kolonistů. Sedláci v Americe uplatňovali opačný systém chovu, než byl běžný v Anglii – místo ohrazování pastvin se oplocovala pole. Krávy, prasata a koně se tak mohly volně potulovat krajinou. Vzhledem k místy značně těsnému sousedství mezi domorodými a anglickými sídly nepřekvapuje, že zvířata od počátku plenila svými „nájezdy“ indiánská pole. V jižních oblastech byla největším problémem prasata. Ta vyhrabávala a požírala měkkýše, žijící na mělčinách, jeden ze základních zdrojů potravin pobřežních etnik. Mnozí Indiáni vepře z toho důvodu nenáviděli. Indiánské stížnosti na anglický dobytek byly častým problémem prakticky ve všech koloniích. Příslušné úřady se snažily spory řešit. Doporučovaly domorodcům, aby svá pole oplocovali, s čímž jim osadníci měli pomáhat. Indiáni tento způsob řešení ale často odmítali. Jurisdikce jednotlivých kolonií zaručovala teoreticky právo domorodců na odškodnění za škody způsobené dobytkem, ne vždy k němu ale došlo. Domorodci měli zakázáno pustošícímu dobytku ubližovat, pouze ho mohli zajistit a oznámit věc příslušným úřadům. Mnoho domácích zvířat však zahynulo v důsledku přímých (msta, lov) nebo nepřímých (pasti) aktivit Indiánů. Sedláci je následně činili odpovědnými a požadovali náhradu. To vztahy dále zhoršovalo. Pokuty byly totiž často nesmyslně vysoké, viníci je nemohli splatit, a mnohdy proto skončili ve vězení.
I když to odporovalo tradici, někteří Indiáni se časem rozhodli evropský dobytek chovat. To souviselo i s úbytkem zvěře, který byl s postupem kolonizace stále zřetelnější. Samotný Filip vlastnil poměrně velké množství prasat a možná i několik krav. Paradoxně tak docházelo k situacím, kdy dobytek poškozoval pole obou etnik. S tím souvisela ještě jedna věc. V některých oblastech produkovali domorodci poměrně značné množství masa, které dodávali na trh. V menší míře se tak části Indiánů podařilo kompenzovat ztráty vzniklé rozpadem kožešinového obchodu.
Potíže s dobytkem neustále vzrůstaly v souvislosti s přibýváním novoanglické populace. Nejvíce trpěla úroda Wamapanoagů, jejichž území bylo ze všech stran obklopeno expandujícími koloniemi. Politicky relativně klidná 60. léta představovala určitý zlom. Tlak na domorodou půdu, stále častější nájezdy dobytka a vzrůstající ignorování indiánských stížností nemohly pokračovat do nekonečna. V zásadě se nelze divit, že dobytek v očích mnoha Indiánů symbolizoval postupnou ztrátu vlastní země. Nebylo žádnou výjimkou, že si na něm vylévali během války zlost mučením.

### Rozpad kožešinového obchodu
Obchod dosáhl vrcholu v 40. a 50. letech. Od začátku 60. let prakticky ve všech oblastech rychle upadal, především v důsledku vyhubení bobrů na mnoha místech Nové Anglie, války Irokézů s novoanglickými Algonkiny a Abenaky a výrazného snížení poptávky v Evropě. Od té doby mohli domorodci nabídnout za potřebné evropské zboží často jen vlastní půdu, což nešlo praktikovat dlouhou dobu. Indiáni buď mohli ztratit zemi anebo se pokusit zvrátit tento stav silou.

### Podrývání autority sachemů ze strany kolonistů
Problém podrývání náčelnické autority je velmi složitý. Nejvíce tím „trpěli“ Narragansetti, od 60. let pak především Wampanoagové. Našly by se i případy jiných domorodých etnik, jejichž sachemové se museli proti své vůli podřídit nátlaku koloniálních úřadů. Není vyloučené, že někteří náčelníci chápali svou účast ve válce jako určitou formu msty za utrpěná příkoří. Podrývání autority sachemů ani nemuselo být cílené. Mnozí z nich hleděli s obavami na rostoucí ekonomickou a politickou moc kolonií. V polovině 70. let se pokusili tento trend, který by je mohl zakrátko zbavit významného postavení, zastavit násilím.

### Obava z dalšího šíření křesťanství

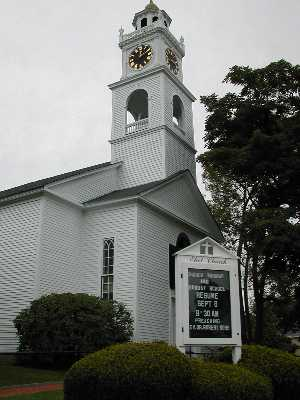
Eliotův kostel v Naticku, prvním „modlícím městě“. Tento kostel sice pochází až z 19. století, ale stojí na místě původního Elitova z poloviny 17. století.

Tato záležitost souvisí do určité míry s předchozí. Ač konverze domorodců ke křesťanství patřila k proklamovaným základním cílům puritánské kolonizace, vlastní misionářské úsilí se zprvu omezilo jen na nesmělé sondáže a izolované pokusy. Ke skutečně organizované činnosti došlo až od 40. let. Jednalo se o podnik rodiny Mayhewů na ostrově Martina vinice (Martha's Vineyard), úsilí Richarda Bournea v kolonii Plymouth a především o projekt Johna Eliota v kolonii Massachusetts. Eliot patřil bezpochyby k idealisticky smýšlejícím puritánům a upřímně věřil ve smysl svého počínaní. Do začátku války v roce 1675 se jemu a jeho spolupracovníkům podařilo v oblasti středovýchodního Massachusetts vybudovat řetězec čtrnácti tzv. modlících měst (praying towns), v nichž žilo jedenáct set domorodých obyvatel. Eliot vypracoval soupis nařízení, jimiž se měli obyvatelé komunit řídit, a jež je měly převychovat na evropský styl života. To samozřejmě představovalo zásadní zásah do domorodých tradic a zvyklostí. Kromě mnoha jiných věcí to znamenalo likvidaci instituce šamanů a výrazné oslabení role náčelníků, dvou základních kamenů domorodých etnik. Mnoho z nich se proto na misionářskou aktivitu dívalo jako na smrtelnou hrozbu. Velcí sachemové relativně silných kmenů – Uncas (Mohegáni), Massasoit a Filip (Wampanoagové), Ninigret (Východní Niantikové) a prakticky všichni náčelníci Narragansettů (Canonicus, Mixano, Canonchet, Pessicus) – patřili k rázným odpůrcům misií. Rozhodně nepřekvapí, že massachusettské misie se poměrně úspěšně rozvíjely mezi kmeny výrazně zdecimovanými epidemiemi. Indiánům samozřejmě neušlo, že Evropané jsou vůči chorobám, které je kosily ve velkém, do značné míry imunní. Domorodci také uznávali technologickou nadřazenost Evropanů. Vyvozovali z toho, že křesťanský bůh, jenž je těmito vymoženostmi vybavil, musí být mocnější než bohové jejich panteonu. Někteří Indiáni tak viděli v přijetí cizího zjevně mocného boha možné východisko ze své vlastní zoufalé situace.

### Nástup nové generace mladých válečníků
Mladí bojovníci z řad Indiánů nezažili válečné střetnutí s Angličany a nechápali, proč by se jich měli obávat. O zdrcujícím vítězství kolonistů v pequotské válce slyšeli pouze z vyprávění. Možnost čelit koloniálním vojákům brali jako otázku prestiže; chtěli dokázat, že jejich bojové schopnosti jsou lepší. Mnozí pohlíželi pohrdavě na opatrnou a bázlivou taktiku některých sachemů vůči puritánům. Domorodí válečníci nevnímali stabilizační politiku Angličanů jako klad. Naopak, snaha kolonistů o dosažení míru v oblasti jim ztěžovala možnosti prokázat bojové schopnosti, což byla v indiánské společnosti velice prestižní záležitost.
Jedním z důvodů vysokého sebevědomí domorodých válečníků bylo, že jich většina vlastnila pušku s nejmodernějším křesadlovým zámkem. Indiáni je získali prostřednictvím černého obchodu od Nizozemců, Angličanů a zřejmě i od Francouzů. Zákaz prodeje zbraní platný od začátku kolonizace nebyl zdaleka tak účinný, jak by si puritánští představitelé přáli. Kromě toho uvolnily novoanglické koloniální úřady v průběhu 60. let v důsledku určitého politického zklidnění embargo na prodej zbraní Indiánům. Indiáni si pušky osvojili velmi rychle a v průměru byli lepšími střelci než členové koloniálních milic. Schopnost střílet přesně na cíl získávali domorodí bojovníci díky častému lovu zvěře. Miliční tréninky probíhaly naproti tomu jen jednou do roka; kolonisté tak měli možnost vylepšovat své střelecké umění značně omezenou.
Během dlouholetého soužití s Angličany se mnozí domorodci naučili základy některých evropských řemesel. Za zvláště schopné byli považováni Narragansetti. Koloniální řemeslníci si je poměrně často najímali jako pomocníky do svých dílen. Jak již bylo uvedeno, museli domorodci vzhledem k úpadku kožešinového obchodu získávat evropské zboží jinými způsoby. Jeden z nich představovalo nechat se najmout anglickými rolníky a řemeslníky jako pomocná síla. Mnozí se takto naučili základům kovářství a uměli provést základní opravy na svých puškách. Rovněž byli schopni vyrobit kulky různých velikostí. Nepřekonatelnou překážkou pro ně zůstala výroba střelného prachu, který si museli obstarávat výhradně od Evropanů. Z předchozího výčtu je zřejmé, že Indiáni měli důvod ke spokojenosti se svojí technologickou připraveností na válku. Toto vědomí dodávalo mladým dychtivým bojovníkům odvahu.

### Lokální incidenty z období těsně před válkou
V této souvislosti je třeba pokusit se odpovědět na otázku, zda útok byl dlouhodobě připravovanou a pečlivě plánovanou mezikmenovou akcí, nebo spíše živelnou sérií konfliktů, které se postupně změnily v rozsáhlou válku. Většina puritánských historiků válku považovala za velký Filipův komplot. Moderní historikové toto přesvědčení spíše nesdílejí. Je pravděpodobné, že Filip proti Angličanům „něco“ chystal a pokoušel se za tímto účelem kontaktovat okolní etnika. Konečné rozhodnutí však padlo až po soudu s předpokládanými vrahy Johna Sassamona. Filip byl zřejmě ochoten uvažovat o míru ještě po jednání s Eastonem, nedokázal však zabránit radikalizaci mladých válečníků. Šlo nejen o jeho vlastní lidi, ale i o členy některých dalších etnik, kteří vyslyšeli předchozí výzvy ke společnému postupu proti Angličanům.
Zdá se, že ačkoli Wampanoagové kontaktovali okolní kmeny a komunity, mnoho především starších náčelníků nemělo v úmyslu je následovat. Proti pečlivě připravenému spiknutí svědčí i fakt, že Filipovi činilo problémy přesvědčit na začátku války i komunity přidružené k jeho kmeni, aby se k němu připojily.
Některá etnika mohly k útoku na Angličany vyprovokovat incidenty, k nimž došlo těsně před válkou. Například v létě 1675 chtěli angličtí námořníci vyzkoušet pravdivost obecného mínění, že indiánské děti umějí plavat již od narození, a převrhli kanoi s domorodou ženou a dítětem do řeky Saco. Dítě „pokus“ nepřežilo. Jelikož se jednalo o syna náčelníka místních Abenaků, zahájili jeho bojovníci záhy proti Angličanům válečné akce, čímž se de facto připojili k Filipovi. Část Nipmuků se mohla rozhodnout pro válku poté, co Angličané popravili (neprávem?) za jistý incident v lese syna Matoonase, jednoho z jejich náčelníků.
Nejpravděpodobnější scénář přípravy na válku byl následující: Wampanoagové, kteří nejvíce pociťovali negativa přítomnosti kolonistů, uvažovali již od začátku 70. let o válce. Věděli, že toho sami příliš nezmohou, a proto sondovali eventuální spojenectví jiných kmenů. Mnoho mladých válečníků uvítalo možnost připojit se do boje proti Angličanům. Samotný Filip však zřejmě nebyl nadšeným zastáncem násilného postupu a stále doufal v mírové řešení. Mladí bojovníci jeho postoj považovali za zbabělost a stále častěji zpochybňovali jeho autoritu. Pokud nechtěl přijít o náčelnický post, neměl Filip jinou možnost než se k nim přidat. Většina náčelníků okolních kmenů vyčkávala, jak se situace vyvine, a jejich postupné zapojování do války bylo často spíše reakcí na aktuální vývoj než dlouhodobě připravovaným krokem. I oni měli spoustu výhrad proti postupu anglické kolonizace, ale zdaleka ne všichni považovali současný stav za akutní ohrožení vlastní existence, kterému bylo třeba za každou cenu zabránit.

## Puritáni a zhoršování vztahů s domorodci

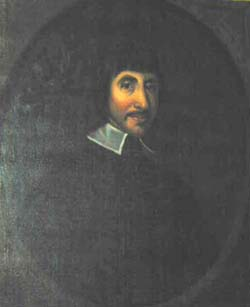
John Winthrop ml., guvernér kolonie Connecticut 1657–1676

Nyní je třeba položit si otázku, proč puritánští politikové zhoršování vztahů s Indiány připustili a proč nechali vše dojít tak daleko. Zde jsou hlavní důvody:
1. Na začátku osídlování puritáni očekávali poměrně snadnou sociální a náboženskou konverzi novoanglických domorodců a tomu se pokusili podřídit svou politiku. Indiáni ale nesplnili naděje Angličanů, ukázali se mnohem nepřístupnější civilizační změně, což pro puritány představovalo důkaz, že dosavadní politika byla neúčinná;
2. V prvních letech kolonizace měli osadníci skutečně velký strach z domorodých spiknutí a snažili se vyvarovat jakýchkoli incidentů. Tato obava, jak postupně kolonie sílily, slábla. V polovině 70. let čítala populace Nové Anglie asi 50-60 000 kolonistů a asi 20-30 000 Indiánů a tato výrazná početní převaha dodávala Angličanům sebevědomí. Důležitou roli sehrálo i drtivé vítězství v pequotské válce, které posílilo sebevědomí kolonistů;
3. Vedoucí puritánští činitelé vzešlí z tzv. druhé generace nebyli politicky tak pružní jako jejich předchůdci a hodlali vůči Indiánům vystupovat nekompromisněji. Mnohdy šlo o veterány z občanské války, kteří dávali přednost rázným řešením. Svou roli hrála i postupná sekularizace společnosti, v níž smírnějším řešením naklonění duchovní ztráceli vliv mj. i na indiánskou politiku.

## Začátek války

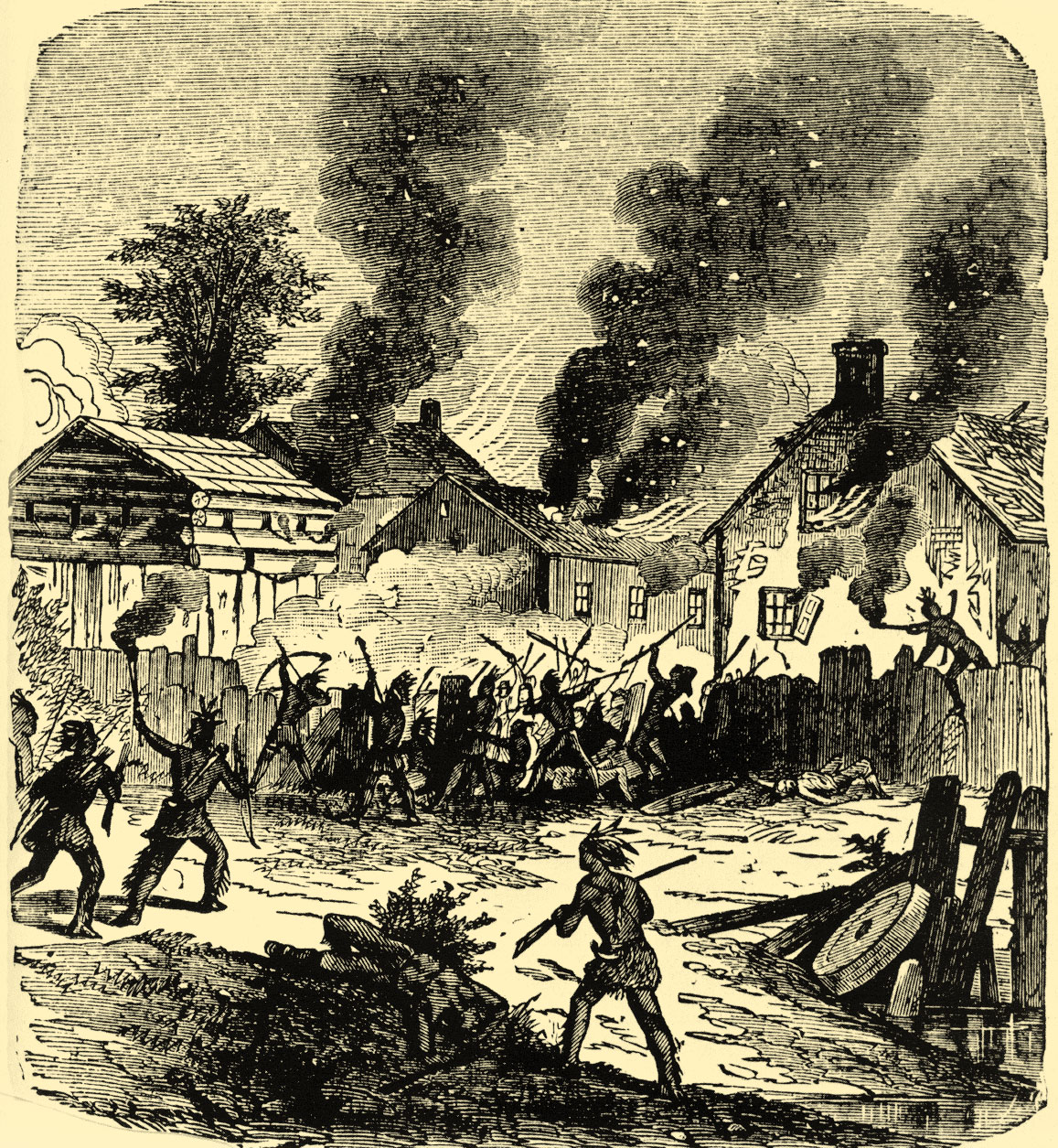
Útok Indiánů (Nipmuků) na Brookfield začátkem srpna 1675

Přes všechny výše uvedené skutečnosti představoval začátek války pro osadníky šok, který se postupem doby, jak konflikt gradoval a zapojovalo se do něj stále více Indiánů, zvětšoval. Ukázalo se, že tentokrát bude boj mnohem tvrdší než v letech pequotské války. Angličany zvláště děsil domorodý způsob válčení charakterizovaný přepady ze zálohy a lákáním do léček, jemuž zpočátku nebyli schopni účinně čelit. Koloniální jednotky se zprvu snažily uplatňovat evropský styl válčení, tzn. boj sevřených řad na otevřeném poli. Ve většině případů se to však ukázalo jako zcela nepoužitelné. Postupem doby se vojenské útvary osadníků učily přebírat domorodou taktiku. Neocenitelnou pomoc jim v tomto ohledu poskytli jejich indiánští spojenci.
Indiáni začali konflikt loupením a drancováním v hraničních osadách Plymouthu. 24. června 1675 napadli Filipovi válečníci Swansea a zabili několik osadníků. Kolonie (Massachusetts, Plymouth) zareagovaly velmi rychle; postavily několik útvarů, které měly zlikvidovat rebelii Wampanoagů v zárodku. Logistickou pomoc při tažení proti Filipovi nabídl i Rhode Island.
Tažení však nedosáhlo svého cíle a Filipovi, k němuž se připojily i dvě náčelnice Awashonks a Weetamo, se po několika úhybných manévrech a přesunech podařilo na přelomu července a srpna uniknout na severozápad k Nipmukům. Již v prvních týdnech války muselo být oběma stranám zřejmé, že střetnutí bude vedeno v naprosto nelítostném duchu. Mnohá domorodá etnika pochopila, že neutralita nepředstavuje východisko a přidávala se na Filipovu stranu, ačkoli to původně neměla v úmyslu.

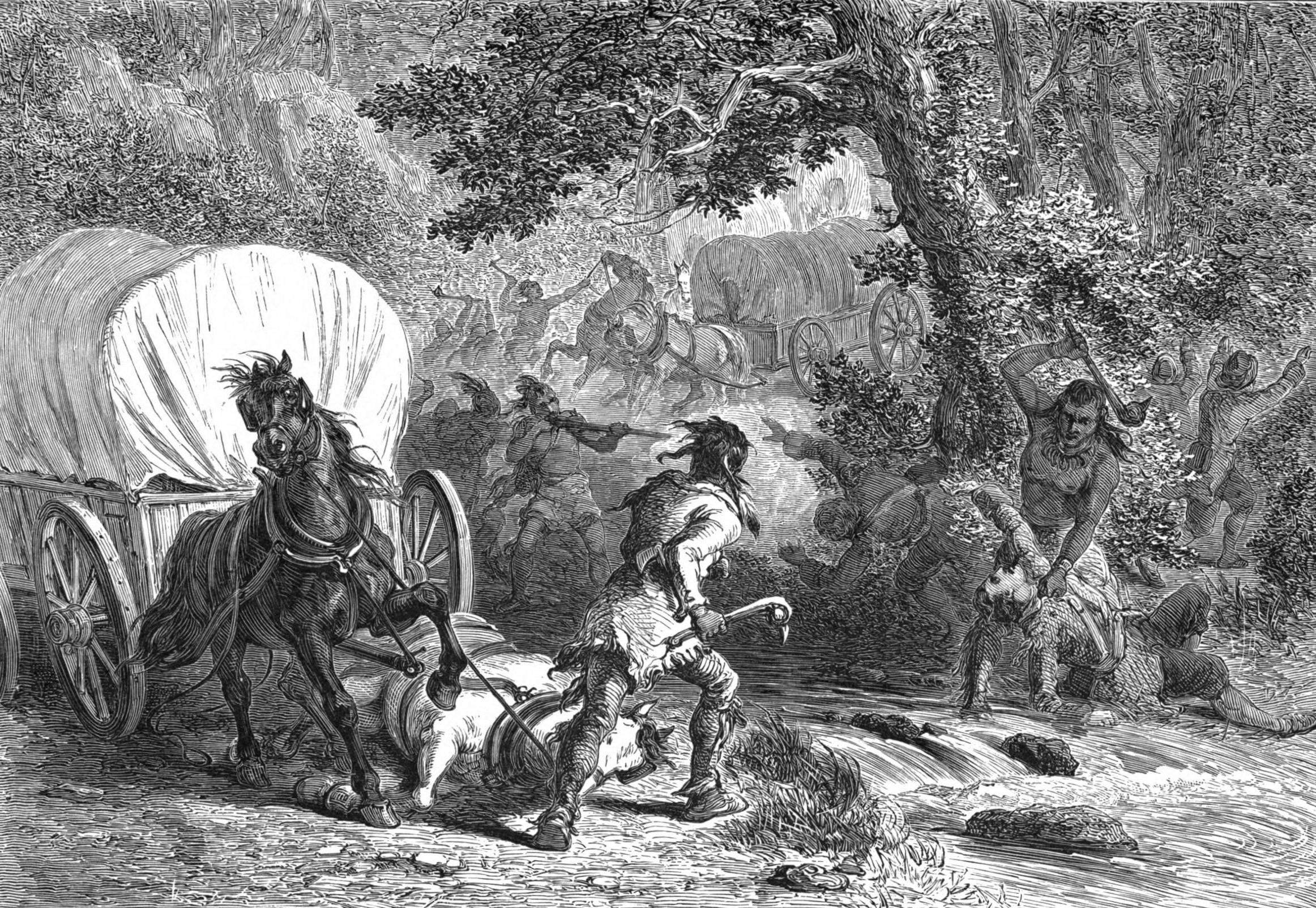
Bitva u krvavého potoka (Battle of Bloody Brook) na rytině z 19. století, jedna z nejtěžších porážek koloniálních útvarů v celé válce

Ještě předtím, než k nim Pokanoketi dorazili, zahájili válečnou kampaň i Nipmukové. Zapojení tohoto etnika do bojů představovalo pro Angličany zřejmě největší šok. Nipmukové se zatím vždy chovali loajálně a část se jich nedávno přidala k misionářskému programu. Koloniální úřady ještě po prvních srážkách věřily, že se jim podaří Nipmuky od dalšího válčení odradit. Útvar, který měl příměří dojednat, ale napadli 2. srpna ze zálohy bojovníci Nipmuků a způsobili mu těžké ztráty. Od toho okamžiku se rozpoutaly boje v centrální oblasti Massachusetts. Indiáni oblehli Brookfield, který Angličané nakonec vyklidili. Pokanoketi a Nipmukové operovali určitý čas sami, ale postupně se k nim přidávali (dobrovolně či pod tlakem okolností) domorodci z některých dalších kmenů (většina komunit ze středního toku Connecticutu, především Pocumtukové, část západních Abenaků). V září se těžiště bojů přesunulo do západní oblasti Massachusetts, kde Indiáni napadali města ležící podél řeky Connecticut (Springfield, Deerfield, Hatfield, Northfield, Hadley a další). Během této kampaně, která trvala až do zimy, způsobili koloniálním útvarům několik porážek, jež výrazně posílily jejich sebevědomí. Nejtěžší porážku v roce 1675 utrpěly massachusettské jednotky 18. září v bitvě u Krvavého potoka jižně od Deerfieldu. Indiáni vedení několika nipmuckými sachemy téměř kompletně pobili devadesátičlenný oddíl kapitána Lathropa a ukořistili velké množství zásob.

## Konvertité a válka
Velkou zatěžkávací zkoušku představovala válka pro domorodé konvertity. Poté, co se k povstalcům přidala většina Nipmuků, z nichž mnozí již žili v „modlících městech“, pojali angličtí osadníci vůči křesťanským Indiánům nedůvěru, která rychle přerostla v nenávist. Puritánským misionářům se jen s největšími obtížemi dařilo bránit své chráněnce před lynčováním. Většina dosud neutrálních konvertitů byla v říjnu a listopadu 1675 přesunuta a internována na Jelením ostrově (Deer Island) v zálivu Massachusetts. Museli zde strávit zimu, během níž doslova živořili. Z internace byli propuštěni až v květnu 1676 poté, co prokázali koloniálním vojákům cenné služby jako zvědové.

## Narragansetti a válka

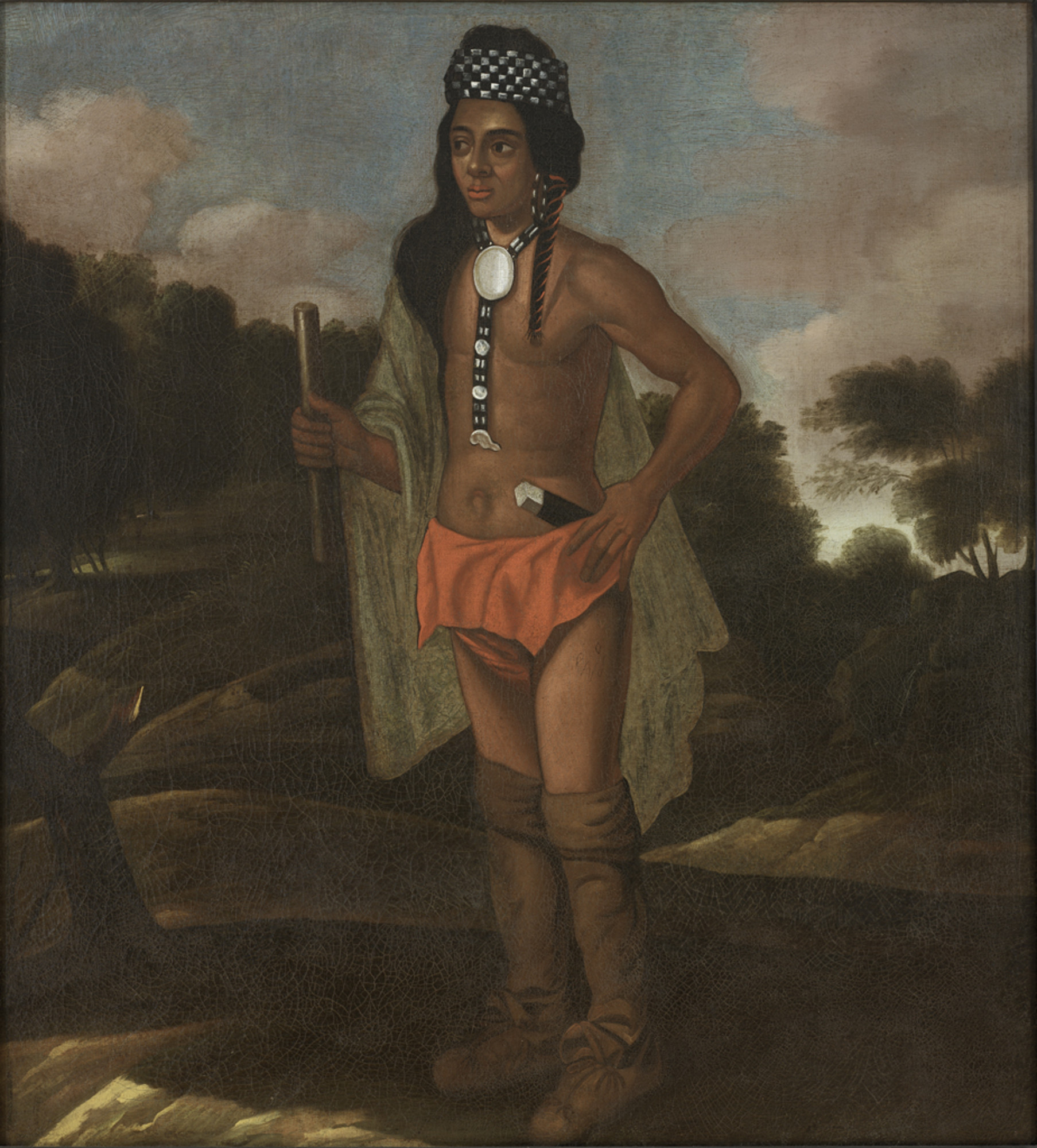
Ninigret II. syn Ninigreta, náčelníka Východních Niantiků, portrét zřejmě z roku 1681

Zajímavě se mezitím vyvíjela situace na jižním pobřeží. Nepřátelství mezi Narragansetty a Mohegány mělo trvalý ráz i v roce 1675. Narragansetti stále představovali nejpočetnější etnikum oblasti (min. 5 000), ale politická struktura kmene doznala změn. Východní Niantikové pod vedením náčelníka Ninigreta se od Narragansettů v zásadě oddělili a během války praktikovali nezávislou politiku. Totéž učinily některé další komunity. Vlastní Narragansetti s několika zbylými spojenci zažívali jakési obrození, charakterizované mj. upevněním tradiční víry. Náčelníci se některými gesty snažili čelit hrozbám, které ohrožovaly kmen, a chtěli svým druhům připomenout „staré slavné časy“.
Kolonisté si uvědomovali nutnost udržet Narragansetty stranou konfliktu, a proto od začátku války vyvíjeli značnou diplomatickou aktivitu, aby toho dosáhli. Jednání s Narragansetty se účastnil i jejich dlouholetý přítel, zakladatel Rhode Islandu Roger Williams. Některé indicie naznačovaly, že kmen jako celek neměl v té době v úmyslu se k Filipovi připojit. Mnozí jeho bojovníci ale dávali svým chováním najevo, že tento stav nemusí trvat dlouho. Obava z útoku Indiánů se postupně rozšířila i v Rhode Islandu. Ujištění o přátelství, které narragansettští sachemové poskytli massachusettským vyjednavačům, přestalo, jak se konflikt prodlužoval, koloniálním úřadům stačit. Důležitým impulsem bylo také to, že Narragansetti pravděpodobně poskytli útočiště neznámému množství žen, dětí a starců Wampanoagů.
V polovině července 1675 se puritáni rozhodli k ráznému kroku. Vyslali k Narragansettům vojenský útvar, který přes protesty představitelů Rhode Islandu pronikl na jejich území a přinutil několik náčelníků podepsat „dohodu“. V ní mj. stálo: „Všichni zmínění sachemové by se čas od času měli zmocnit jakýchkoli Filipových lidí, kteří se budou nacházet na jejich území a vydat je živé nebo mrtvé jedné z výše uvedených vlád (Massachusetts, Connecticut, Plymouth) … Navždy zanechají jakýchkoli příprav na válku proti Angličanům. Odevzdají rukojmí.“ Dále smlouva určovala odměnu za každého odevzdaného živého Wampanoaga nebo za jeho hlavu. Z toho je patrné, že nešlo o dohodu o neutralitě, ale o „pasivním“ angažování se na straně Angličanů. Účastníkům, a především Angličanům muselo být jasné, že něco podobného nemůže fungovat dlouho. Tradičně ceněná indiánská pohostinnost měla být „tahem pera“ vymazána. Puritáni zjevně sázeli na obavy Narragansettů z případného vojenského zásahu, pokud nebudou dostatečně „pilně“ vydávat wampanoažské uprchlíky.
Na přelomu července a srpna 1675 se k Narragansettům uchýlily náčelnice Weetamo a Awashonks, což nezůstalo Angličanům utajeno. Od té doby museli Narragansetti řešit dilema zda zachovat věrnost tradici a být solidární se svými druhy-uprchlíky, anebo dodržet podmínky „dohody“, aby nevzbudili hněv Angličanů. Nejprve se pokusili vyhovět obojímu. Poslali Angličanům několik hlav Wampanoagů (možná získaných výměnou), ale přestože puritáni předpokládali, že se u nich nachází možná několik stovek uprchlíků, další aktivitu v jejich vydávání neprojevili.
V době, kdy indiánští povstalci dosahovali v údolí Connecticutu velkých úspěchů, nervozita Angličanů se stupňovala. Obavy z možného vstupu Narragansettů do války stále sílily. 18. října 1675 se setkali v Bostonu zástupci kolonistů a několik narragansettských sachemů a podepsali další dohodu. V ní se pravilo, že do deseti dnů Narragansetti vydají všechny nepřátelské Indiány, kteří u nich našli útočiště. Tím byl de facto zpečetěn osud narragansettské neutrality. Podezřívavost na obou stranách v té době dosáhla vrcholu. Mezi Narragansetty kolovaly zvěsti o tom, že se je kolonisté chystají zmasakrovat. Richard Smith, obchodník, jenž již delší dobu žil v zemi Narragansettů, usiloval o uklidnění situace a apeloval na puritánské představitele, aby se nedali strhnout k ukvapené akci. Bylo to však marné. Pozice Narragansettů se stala nesmírně obtížnou a podobala se postavení křesťanských Indiánů – jak Indiáni, tak Angličané na ně pohlíželi krajně podezřívavě.

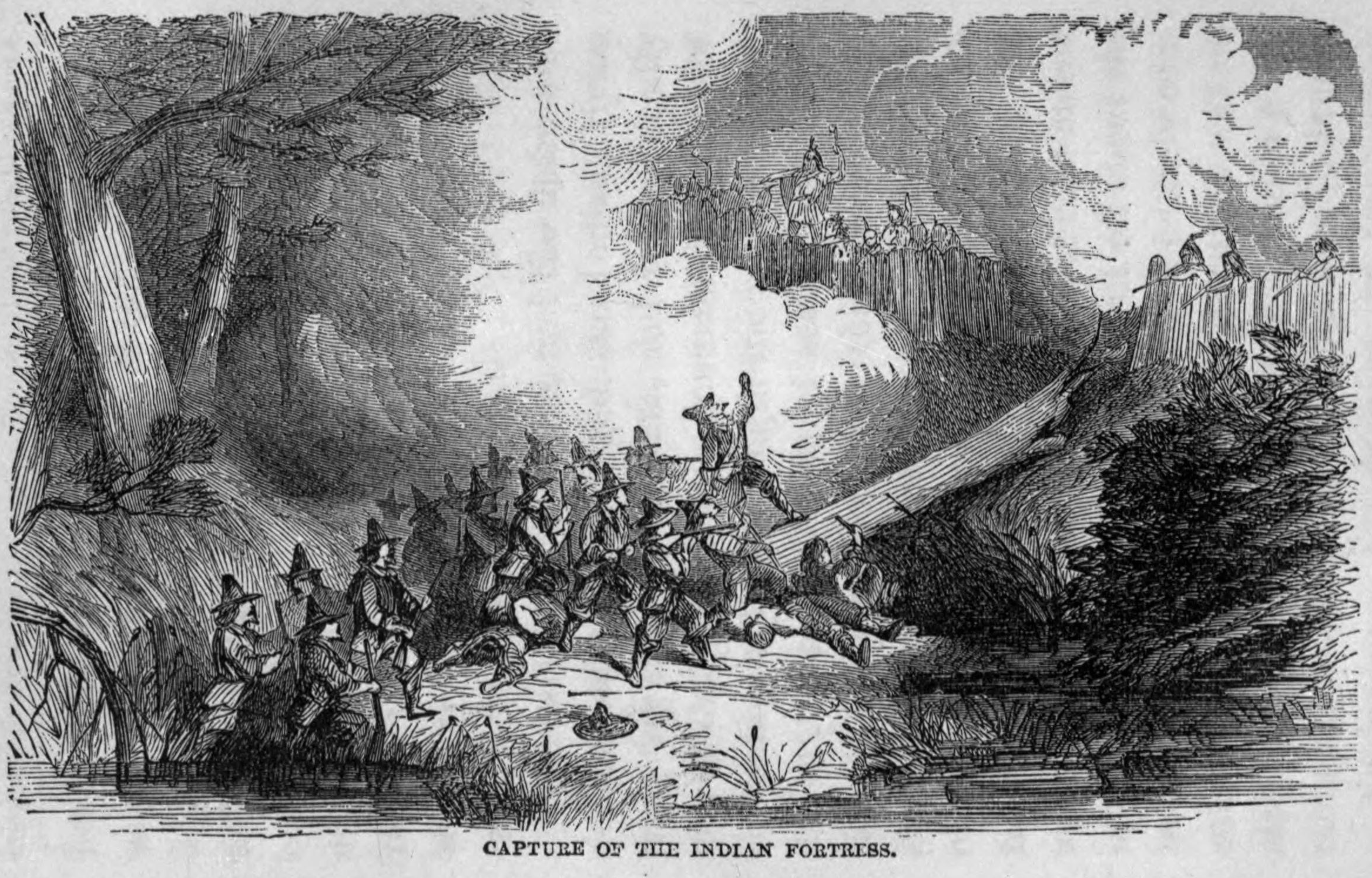
Rytina znázorňující útok koloniálních vojáků na narragansettskou pevnost ve Velké bažině

Na setkání komisařů Spojených kolonií v listopadu 1675 se mj. projednávala otázka, jak postupovat dál v případě Narragansettů. Komisaři konstatovali, že Narragansetti neplní podmínky dohody z 18. října a deklarovali úmysl přinutit je splnit požadavky silou. Za tímto účelem rozhodli připravit vojenskou expedici. Nakonec na začátku prosince shromáždili útvar o síle přibližně tisíc mužů – největší vojsko v dosavadních dějinách koloniální Severní Ameriky – který se vydal proti Narragansettům.
7. prosince 1675 vydali představitelé Spojených kolonií obsáhlé prohlášení určené osadníkům Massachusetts. Zpráva hodnotila příčiny a dosavadní průběh konfliktu tak, jak je vnímali puritáni. Hlavní důraz byl dán na ospravedlnění připravované výpravy proti Narragansettům. V té době se již shromáždila koloniální armáda. Od druhé dekády prosince začal útvar o přibližně tisíci mužích, posílený o 150 Mohegánů a Pequotů (ti už vystupují jako spojenci Angličanů!) a vedený přímo guvernérem Plymouthu Josiahem Winslowem plenit narragansettskou zemi. Obyvatelé Rhode Islandu byli předem upozorněni, ale postup Spojených kolonií mnohé z nich velmi pobouřil a snažili se evakuovat Indiány na okolní ostrovy, aby je ušetřili řádění soldatesky. Ninigretovi se i v této situaci jako jednomu z mála podařilo uchránit svou neutralitu a zabránit pravděpodobné zkáze svého kmene. Velká část (pravděpodobně více než 3500) Narragansettů se mezitím stáhla do téměř dokončené palisádové pevnosti uvnitř Velké bažiny na jihozápadě jejich území. Angličanům se za pomoci jednoho zajatce podařilo k opevnění proniknout a 19. prosince zde došlo k nejkrvavější bitvě této války (Great Swamp Fight). Za cenu těžkých ztrát koloniální armáda pevnost dobyla a vypálila. Podle odhadů zahynulo přibližně 400-700 Indiánů, z toho více než tři čtvrtiny žen a dětí. Na straně útočníků padlo okolo 90 mužů a dalších 150-200 utrpělo zranění. Po bitvě se Narragansetti i Angličané stáhli a vyčkávali. V narragansettském táboře panovala bojovná nálada a sachemové chtěli za každou cenu pokračovat ve válce. Náznaky jednání o příměří byly hned v zárodku přerušeny. V průběhu ledna a února 1676 se většina Narragansettů přesunula na severozápad, kde se spojila s ostatními domorodými povstalci. Indiánští protivníci Angličanů tak získali významnou posilu.

## Zásah New Yorku a Mohawků
V lednu 1676 došlo k významné události, která posílila vyhlídky kolonistů na konečné vítězství. Filip se s velkou částí válečníků přesunul v průběhu prosince 1675 k Albany, kde chtěl získat válečný materiál. Pravděpodobně částečně uspěl, neboť mnozí nizozemští obchodníci byli ochotni riskovat porušení embarga kvůli vidině značných zisků. Guvernér New Yorku Edmund Andros ale po určité době, mj. i na naléhání Spojených kolonií, poštval proti Filipovým Indiánům Mohawky – nejobávanější členy mocné Irokézské ligy. Mohawkové vedli v 60. letech s novoanglickými domorodci válku, která skončila příměřím až v roce 1671. Povstalci se přesto zřejmě pokusili získat vojenskou či alespoň materiální pomoc tohoto irokézského kmene. Vztahy mezi oběma etniky však byly stále napjaté. Androsovi pravděpodobně nedalo tolik práce Mohawky k podpoře Angličanů přesvědčit. Irokézové překvapivým přepadem Algonkiny vyhnali a způsobili jim těžké ztráty.

## Indiánská ofenzíva

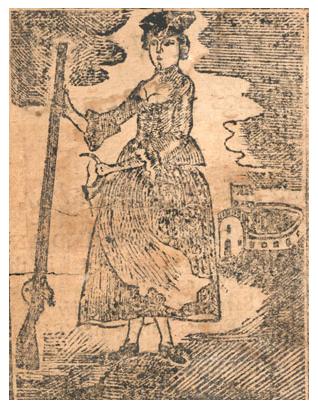
Fiktivní portrét Mary Rowlandsonové z knižního vydání jejích vzpomínek (1770)

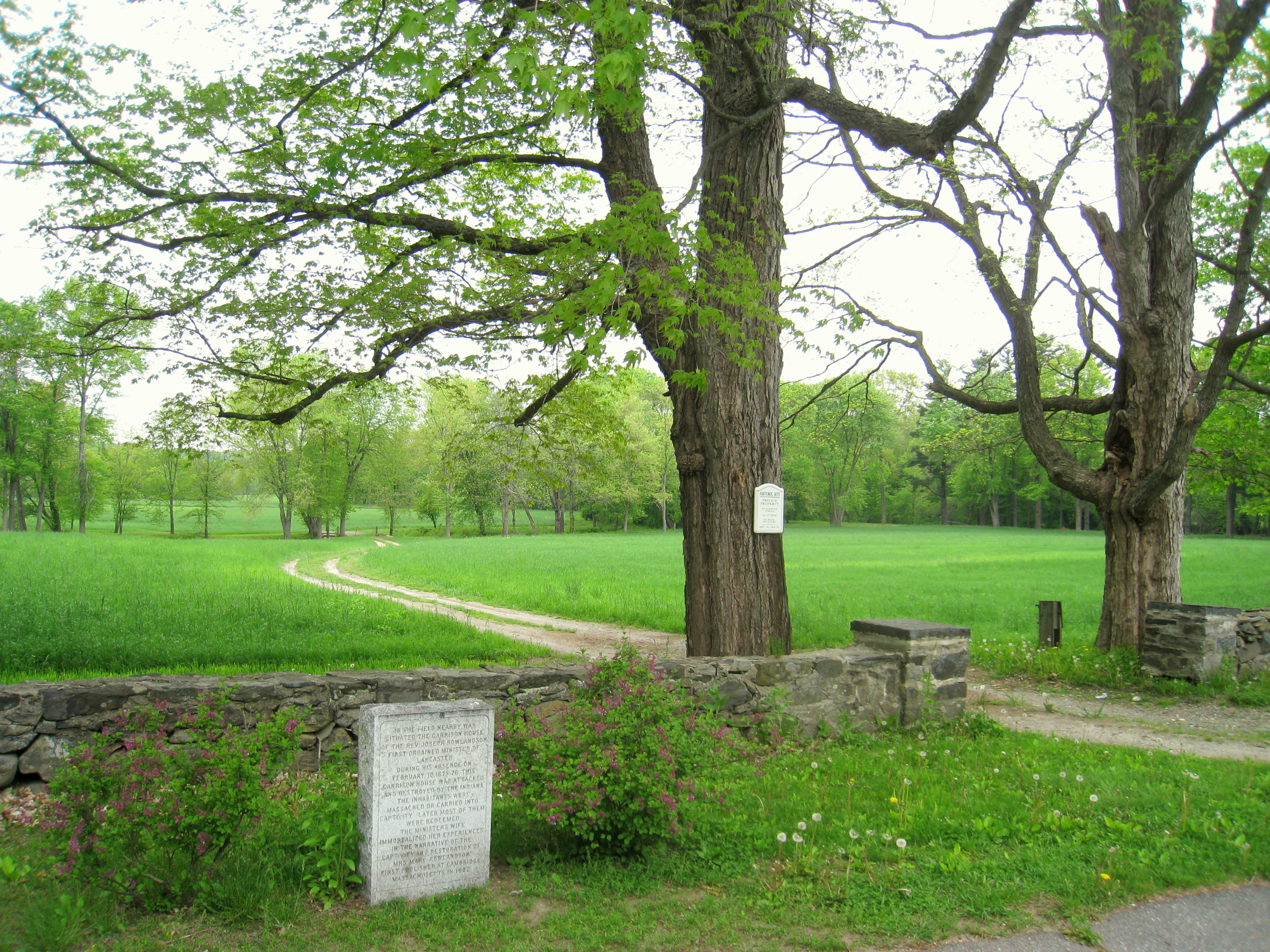
Současná podoba místa zajetí M. Rowlandsonové

Koncem ledna a začátkem února 1676 se domorodí válečníci všech povstaleckých kmenů shromažďovali ve svých táborech na pomezí Vermontu, New Hampshire a Massachusetts a chystali se na rozhodující údery. Období od února do dubna se ukázalo pro novoanglické kolonie jako nejtěžší v celé jejich historii. V té době disponovali Indiáni velkým množstvím bojovníků (více než 2000), zatím ale netrpěli nedostatkem potravin ani zbraní. V únoru 1676 zahájili útoky po celé délce hranice, přičemž terči se opět stala města Massachusetts, Rhode Islandu a Plymouthu, zatímco Connecticut zůstal hlavního náporu ušetřen. Indiáni dosahovali zpočátku značných úspěchů. Vyvrátili nebo těžce poškodili mnoho měst a zabili či zajali několik stovek kolonistů. Silným koloniálním útvarům se nepodařilo přimět domorodce k otevřené bitvě, v níž by vojáci předvedli své kvality. Místo toho se nepoučitelní velitelé nechali několikrát vlákat do léčky a jejich jednotky utrpěly těžké ztráty. 
Velmi známou epizodou z této doby se stal útok na Lancaster 10. února 1676. Při něm Indiáni zajali také Mary Rowlandsonovou, která s nimi poté několik měsíců pobývala. Po válce své vzpomínky sepsala a nechala v roce 1682 publikovat. Spis (The Soveraignty and Goodness of God, Together With the Faithfulness of His Promises Displayed…) je přínosný z etnografického i z historického hlediska a obsahuje mnoho zajímavých detailů z indiánského válečného tábora. Takto popisuje indiánský útok: „10. února 1675 (tj. 1676, Angličané tou dobou užívali stále ještě juliánský kalendář, kde nový rok začíná v březnu) zaútočilo velké množství Indiánů na Lancaster. Přišli za svítání. Uslyšeli jsme střelbu, vykoukli jsme a viděli, jak několik domů hoří a dým stoupá k obloze. V jednom domě překvapili pět lidí. Otce, matku a kojence zabili údery do hlavy, další dva odvedli živé. Byli tam dva další, kteří se pohybovali mimo opevněný dům (garrison house) … jednomu rozpoltili hlavu, druhý utekl. Jiný, jenž přebíhal, byl zasažen střelou a zraněný padl na zem. Prosil je o svůj život, sliboval peníze (jak mi později řekli), ale oni ho nevyslyšeli, rozbili mu hlavu, svlékli ho do naha a rozpárali mu břicho … Nakonec dorazili k našemu domu … Nyní nastala nejstrašnější hodina … Někteří v našem domě bojovali o holý život, jiní se váleli ve vlastní krvi, dům nám nad našimi hlavami hořel a krvelační pohani (stáli venku) hotovi rozpoltit naše hlavy, jakmile vyjdeme ven … Popadla jsem své děti (a jedno sestřino) a chtěla jsem uniknout z domu. Ale jakmile jsem se objevila ve dveřích, Indiáni vypálili tak hustou salvu, že kdyby někdo proti nim v tu chvíli hodil hrst kamenů, kulky by zařinčely, a tak jsme se okamžitě vrátili. Měli jsme šest zdatných psů … ale žádný z nich se neodvážil ven, přestože jindy by jakéhokoli Indiána, jenž by vešel do dveří, okamžitě napadli a strhli k zemi.“

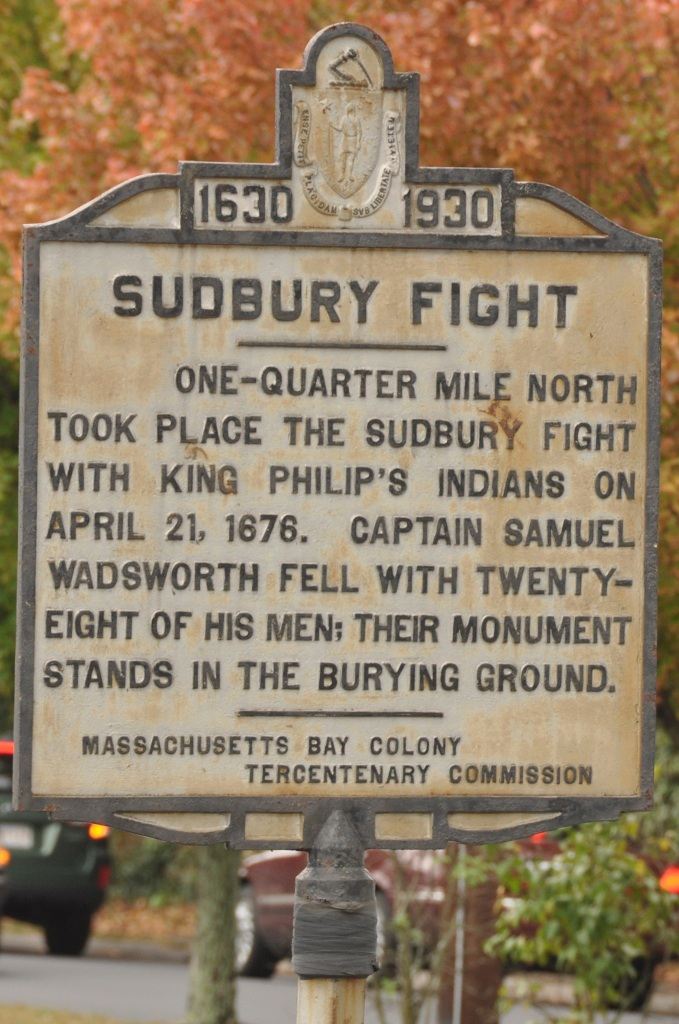
Informační cedule připomínající bitvu u Sudbury 21. dubna 1676

Začátkem jara byla situace v Massachusetts zlá. Všechny osady západně od řeky Concord kolonisté opustili; v údolí Connecticutu se drželo jen pár měst (Hatfield, Hadley). V Rhode Islandu Indiáni, většinou Narragansetti, napadli a téměř zcela zničili Providence, Warwick a další města. Zdálo se, že zničující nápor povstalců nelze zastavit. Ač nastalo období setí, mnoho polí zůstalo leželo ladem, neboť osadníci se téměř neodvažovali opouštět relativní bezpečí opevněných domů. Nicméně na přelomu března a dubna postihla Filipovy Indiány velká ztráta. Connecticutským vojákům doprovázeným Mohegány a Pequoty se podařilo překvapivým přepadem indiánského tábora u řeky Pawcatuk v Rhode Islandu pobít velké množství Narragansettů a zajmout jejich náčelníka Canoncheta, jednoho z vůdců povstaleckých bojovníků. Když odmítl anglický návrh, aby se se svými lidmi podrobil, byl vydán Mohegánům a Pequotům, kteří ho zabili. Mezníkem domorodých ofenzivních aktivit se stal útok na Sudbury 21. dubna 1676. Několik stovek Indiánů zaútočilo na osadu, ale nepodařilo se jim ji po celodenní bitvě dobýt. Sami zřejmě utrpěli těžké ztráty a nakonec se stáhli. 
Že během bojů docházelo i k poněkud kuriózním situacím, dokládá následující příhoda. V květnu 1676 napadlo několik stovek Indiánů plymouthský Bridgewater. Osadu bránilo jen 26 Angličanů. Před rozhodujícím útokem se však šamanovi a zároveň významnému bojovníkovi jménem Tuspaquin údajně zjevil „ďábel“ v podobě medvěda. Bylo to interpretováno jako zlé znamení a útočníci odtáhli. Kdyby „zjevením“ byl jelen, napadli by město a všechny obránce zabili.

## Vedení války a zajatci
Již bylo zmíněno, že boj byl veden z obou stran naprosto nelítostně. Přesto je možno tvrdit, že v krutosti snese konflikt srovnání s válkami 17. století jak v Evropě, tak v Severní Americe. Jak obě strany přistupovaly k vedení války lze ukázat především na jejich zacházení se zajatci. Angličané považovali většinu povstalců za své poddané, neboť před začátkem války se velká část kmenů přinejmenším formálně podřídila koloniálním jurisdikcím. Přistupovali k nim tedy v duchu občanského práva, ne jako k regulérním protivníkům, nýbrž jako k zrádcům a rebelům – povstalcům proti vlastní vládě. V souladu s koloniálními nařízeními hrozil každému rebelovi trest smrti a rozčtvrcení. Nicméně puritánská jurisdikce se chovala do značné míry pragmaticky a tento trest uplatňovala zpočátku spíše výjimečně. Důvody byly v zásadě dva:
1. až do konce jara 1676 nebylo vůbec jisté, že Angličané válku vyhrají. Puritáni nechtěli zavdávat povstalcům motivaci k ještě větší zuřivosti, a také k pomstychtivosti v případě vlastního zajetí;
2. každá válka znamená nápor na pokladnu, nejinak tomu bylo v případě Nové Anglie. Již prakticky od začátku konfliktu se kolonisté snažili obstarávat si prostředky prodejem domorodých zajatců do otroctví. Toto je také jediná zásadní odlišnost vůči většině evropských a amerických válek té doby – prodej do otroctví nepatřil k běžným postupům vůči zajatcům.

Obecně šlo indiánské povstalce/zajatce z pohledu puritánů rozdělit do čtyř základních skupin:
1. vůdci povstalců, většinou náčelníci či uznávaní bojovníci. Když je Angličané dopadli, byli obvykle popraveni;
2. „obyčejní“ povstalci, o nichž se vědělo, že během bojů zabili kolonisty „nevojenským způsobem“. Ti pak byli souzeni za vraždu a pokud je koloniální justice usvědčila, byli popraveni;
3. „obyčejní“ povstalci, bez zvláštního provinění. Kolonisté je prodávali do otroctví nebo je ponechali v novoanglických městech jako sluhy (obvykle na dobu několika let). Do této kategorie spadaly z velké části i ženy a děti;
4. povstalci, kteří se vzdali dobrovolně, přičemž prokázali, že se na vojenských akcích podíleli jen minimálně. Často také nabídli koloniálním útvarům pomoc v boji proti svým bývalým druhům. Tito Indiáni obvykle získali imunitu a po válce se mohli znovu usadit na svém území. Velmi také záleželo na tom, komu Indiáni padli do rukou. Mnozí „obyčejní“ osadníci měli tendenci zajatce lynčovat, prostě jen za to, že byli Indiáni. Vůbec se přitom nesnažili zjišťovat, do jaké míry se podíleli na válečných akcích. Nenávist vůči nepříteli byla velká.

V souvislosti s válkami v Severní Americe je častokrát zmiňována krutost, s níž Indiáni zacházeli s válečnými zajatci. Nutno říct, že mučení zajatců ve velkém měřítku zpočátku praktikovali pouze Irokézové. Kmeny, které se s nimi nacházely ve válečném stavu, však tento jejich zvyk přebíraly. Přestože je během války v letech 1675/76 zaznamenáno několik případů mučení zajatců, zdá se, že se nejednalo o pravidlo. Známou epizodou z války je umučení 9 mužů z plymouthského oddílu kapitána Pierceho v březnu 1676. Jeho útvar čítající asi 80 mužů byl napaden smíšenou indiánskou bojovou skupinou, obklíčen a skoro celý pobit. Stalo se tak u Cumberlandu v Rhode Islandu. V současnosti je na místě památník jménem "Nine Men's Misery". Jak však uznávali dokonce sami puritáni, zacházeli Indiáni většinou se svými zajatci relativně slušně. Oficiální puritánský historik této války William Hubbard v roce 1677 napsal: „Přestože jsou Indiáni povahou naprostými barbary, chovají se ke svým zajatcům civilizovaně.“ Podobně jako v opačném gardu, záleželo i zde na tom, komu a za jakých okolností padli osadníci do rukou. Mnoho puritánských zajatců bylo ze zajetí vykoupeno ještě v průběhu války, část odvlekli Indiáni do Kanady. Většina z nich byla vykoupena později. Výjimečné nebyly ani případy, kdy tito zajatci (především děti) s Indiány zůstali, přejali jejich životní styl a zcela s nimi splynuli.

## Zlom ve válce

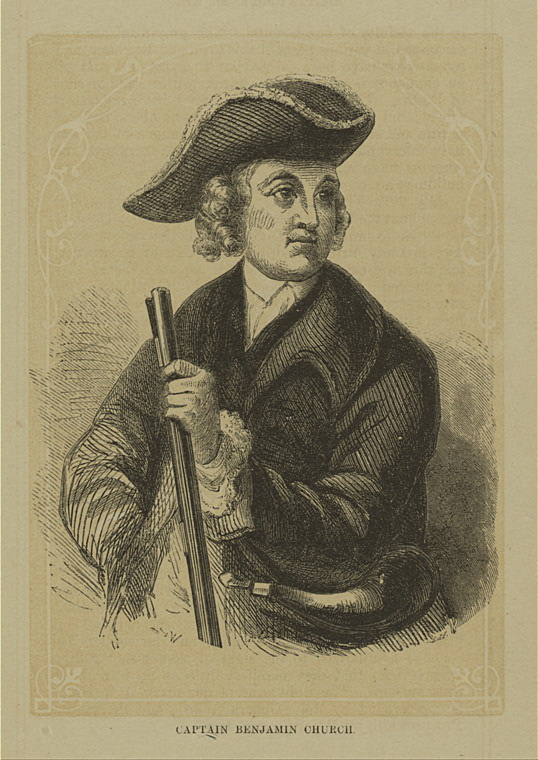
Kapitán Benjamin Church byl jedním z nejlepších anglických velitelů a je považován za praotce elitních „rangerů“. Jeho oddíl mj. vypátral v srpnu 1676 Filipa a jeden z jeho zvědů ho i zabil.

Ze strategického hlediska představovala úspěšná obrana Sudbury určitý zlom. Během dubna a května se začala válečná karta obracet ve prospěch kolonistů. Důvodů bylo několik. Indiánům docházely zásoby potravin i válečného materiálu, a i když se snažili živit na úkor Angličanů, nestačilo to. Jejich způsobem válčení bylo velmi obtížné válku vyhrát; taktika „udeř a uteč“ sice způsobovala kolonistům velké škody, ale ekonomické zázemí puritánů se nepodařilo rozhodujícím způsobem narušit. To bylo obzvláště důležité, neboť nejen lidské ale i materiální zdroje kolonií byly větší než indiánské. Velkým problémem se pro Indiány stalo dobývání lépe opevněných sídel. Když se o to pokusili, utrpěli většinou velké ztráty. Snaha získat na svou stranu Mohavky dopadla pro Filipovy lidi špatně. Faktorem, který výrazně zkrátil válku bylo to, že Angličané začali od jara ve velké míře využívat domorodých spojenců a přizpůsobovali se taktice náhlých přepadů. Téměř od začátku války se na stranu Angličanů přidali Mohegáni a Pequoti, ale využívali je pouze connecticutští vojáci. Plymouth a Massachusetts se nedokázali zbavit podezřívavosti vůči všem Indiánům, dokonce i vůči konvertitům, a zacházeli s nimi jako s potenciálními nepřáteli. Postupně se ale ukázalo, že Connecticutu se využívání domorodců jako zvědů a podpůrných oddílů vyplatilo; jen málokdy se je Filipovým Indiánům podařilo překvapit nebo nalákat do léčky. Na jaře 1676 se i v massachusettských a plymouthských útvarech začali objevovat Indiáni, především konvertité, a přibližně od května na straně kolonistů pravidelně operovaly smíšené oddíly.
Přestože si Filipovi lidé podrželi určitou aktivitu ještě v květnu a v červnu 1676, bylo stále více zřejmé, že jim dochází dech. Kolonisté přebírali iniciativu. V noci z 18. na 19. května 1676 dosáhli důležitého vítězství, když využili nepřítomnosti většiny válečníků a podařilo se jim za cenu cca 40 mrtvých zdemolovat indiánský zásobní tábor, jenž ležel mezi Deerfieldem a Northfieldem. Pobili značnou část jeho obyvatel a zničili i dvě kovárny, v nichž si domorodci vyráběli kulky a opravovali zbraně. Největším nepřítelem Indiánů se však stal hlad a nemoci, které si vyžádaly více životů než válečné akce. Indiáni jižní Nové Anglie byli ze dvou třetin závislí na zemědělství. Lov tvořil spíše doplněk jejich jídelníčku. Válka tudíž znamenala výrazný zásah do jejich možností obživy. Pravděpodobně v důsledku zoufalé situace se domorodé síly rozdělily na mnoho menších skupin, které začaly jednat na vlastní pěst. Některé odešly na sever k Abenakům, jiné požádaly Angličany o mír. Mnohé se vracely zpět do své země, do blízkosti anglických kolonií. Během července se Angličanům vzdala většina Nipmuků. Někteří z jejich sachemů byli později popraveni.

## Smrt Filipa
Tou dobou již koloniální útvary zajišťované množstvím indiánských zvědů prováděly doslova lov na roztroušené skupiny domorodců. Během léta jich zabily nebo zajaly velké množství, pravděpodobně více než za celé předcházející období. Faktickou tečkou za válkou v jižních oblastech Nové Anglie bylo zabití Filipa 12. srpna 1676 při přepadu jeho tábora na poloostrově Mount Hope. Ironií osudu to byl právě Indián jménem Alderman, který sachema zastřelil. Ačkoli sporadické boje na jihu ještě nějakou dobu trvaly, považovali puritáni Filipovu smrt za symbolický konec války. Filipova vůdčí role v konfliktu je sice poněkud zpochybňována, nicméně tento sachem představoval určité pojítko mezi mnoha různými etniky. Indiáni, stejně jako puritáni, ho považovali za jakýsi symbol – toho, jenž povstání začal. Tělo náčelníka bylo rozčtvrceno a hlava napíchnuta v Plymouthu na kůl, kde byla 25 let vystavována. Alderman, který Filipa zabil, obdržel za „odměnu“ jeho ruku. Na severní hranici, v oblasti Maine, pokračovaly boje až do roku 1678. Bojovali zde Abenakové zřejmě i část Wampanoagů a některé další komunity. Poté zde byla uzavřena smlouva z Casco, jejíž podmínky je možno považovat za indiánské vítězství. Obě strany měly propustit zajatce bez výkupného a Angličané se v ní zavázali každoročně dodávat Indiánům kukuřici, nicméně tento svůj slib nedodrželi.

## Výsledky
Válka představovala tragédii pro všechny obyvatele Nové Anglie. Ztráty na životech a materiální škody byly obrovské. Angličané měli nejméně 1000 mrtvých z toho 2/3 vojáků padlo přímo v boji. Uvedené číslo je střízlivým odhadem. Údaje o ztrátách kolonistů se v pramenech a literatuře velmi různí a pohybují se v rozmezí 600 – 3000 zabitých. Počet zraněných není možné vůbec odhadnout. Více než tucet měst lehlo popelem, přibližně dvacet dalších bylo poškozeno; samoty a malé vesnice byly téměř do kořene vyvráceny. Domorodci pobili velkou část dobytka (8000 kusů).
Konflikt uvrhl kolonie do hluboké sociální a ekonomické krize, z níž se vymanily až počátkem 18. století. Indiáni však ztratili mnohem více. Počet mrtvých a zajatých se pohyboval okolo 5000 – 6000, (jedná se o konzervativní odhad, udávaný počet zabitých a zajatých Indiánů osciluje u jednotlivých autorů mezi 3000 – 8000) z čehož většinu tvořili povstalci, jen malou část domorodí spojenci kolonistů či neutrálové. Indiáni nebyli v jižní Nové Anglii vyhubeni, několik etnik si v zásadě podrželo svou identitu (Mohegáni, Pequoti, Východní Niantikové), ale přestali od tohoto okamžiku působit jako reálná politická síla. Část povstalců se spojila se severními či západními kmeny. Nejvíce domorodců uprchlo k Abenakům. Oni a jejich potomci se v následujících koloniálních konfliktech stali spojenci Francouzů a svými nájezdy ztrpčovali život novoanglickým osadníkům až do konce 50. let 18. století. Část se přidala k indiánským spojencům Angličanů, nebo k neutrálům. Mnoho Narragansettů se spojilo s Východními Niantiky.
Válka znamenala krach dosavadní puritánské indiánské politiky. Ukázala, že vzájemné soužití obou kultur stálo na takových základech, které neuspokojovaly ani jednu stranu. Válka krále Filipa tento problém „vyřešila“ ve prospěch Angličanů. Puritáni věřili, že šlo o Boží zkoušku, kterou nakonec zvládli.

### Prameny
- John EASTON, A Relation of the Indian War, by Mr. Easton, of Rhode Island, 1675.
- William HUBBARD, The History of the Indian Wars in New England... (1677)
- Increase MATHER, A Brief History of the Warr with the Indians in New-England (Boston, 1676; London, 1676).
- Narratives of the Indian wars, 1675-1699; Original narratives of early American history. Ed. by Charles H. Lincoln. 1913.
- Mary ROWLANDSON, The Narrative of the Captivity and the Restoration of Mrs. Mary Rowlandson (1682).
- Edward RANDOLPH, The Causes and Results of King Philip's War (1675).